# Llista d'asteroides (278001-279000)
Llista d'asteroides del 278.001 al 279.000, amb data de descoberta i descobridor. És un fragment de la llista d'asteroides completa. Als asteroides se'ls dona un número quan es confirma la seva òrbita, per tant apareixen llistats aproximadament segons la data de descobriment.

## 278001-278100
| Nom    | Designació provisional | Data de descobriment   | Lloc de descobriment | Descobridor/s         |
| ------ | ---------------------- | ---------------------- | -------------------- | --------------------- |
| 278001 | 2006 UT104             | 18 d'octubre de 2006   | Kitt Peak            | Spacewatch            |
| 278002 | 2006 US105             | 18 d'octubre de 2006   | Kitt Peak            | Spacewatch            |
| 278003 | 2006 UC118             | 19 d'octubre de 2006   | Kitt Peak            | Spacewatch            |
| 278004 | 2006 UE126             | 19 d'octubre de 2006   | Kitt Peak            | Spacewatch            |
| 278005 | 2006 UR127             | 19 d'octubre de 2006   | Kitt Peak            | Spacewatch            |
| 278006 | 2006 UE168             | 21 d'octubre de 2006   | Mount Lemmon         | Mt. Lemmon Survey     |
| 278007 | 2006 UC188             | 19 d'octubre de 2006   | Catalina             | CSS                   |
| 278008 | 2006 UJ190             | 19 d'octubre de 2006   | Catalina             | CSS                   |
| 278009 | 2006 UJ197             | 20 d'octubre de 2006   | Kitt Peak            | Spacewatch            |
| 278010 | 2006 UN202             | 22 d'octubre de 2006   | Palomar              | NEAT                  |
| 278011 | 2006 UC204             | 22 d'octubre de 2006   | Palomar              | NEAT                  |
| 278012 | 2006 UR214             | 23 d'octubre de 2006   | Mount Lemmon         | Mt. Lemmon Survey     |
| 278013 | 2006 UB220             | 16 d'octubre de 2006   | Catalina             | CSS                   |
| 278014 | 2006 UB240             | 23 d'octubre de 2006   | Kitt Peak            | Spacewatch            |
| 278015 | 2006 UH260             | 28 d'octubre de 2006   | Mount Lemmon         | Mt. Lemmon Survey     |
| 278016 | 2006 VS                | 1 de novembre de 2006  | Mount Lemmon         | Mt. Lemmon Survey     |
| 278017 | 2006 VV16              | 9 de novembre de 2006  | Kitt Peak            | Spacewatch            |
| 278018 | 2006 VM25              | 10 de novembre de 2006 | Kitt Peak            | Spacewatch            |
| 278019 | 2006 VK29              | 10 de novembre de 2006 | Kitt Peak            | Spacewatch            |
| 278020 | 2006 VJ34              | 11 de novembre de 2006 | Catalina             | CSS                   |
| 278021 | 2006 VK44              | 13 de novembre de 2006 | Catalina             | CSS                   |
| 278022 | 2006 VN51              | 10 de novembre de 2006 | Kitt Peak            | Spacewatch            |
| 278023 | 2006 VX57              | 11 de novembre de 2006 | Kitt Peak            | Spacewatch            |
| 278024 | 2006 VK64              | 11 de novembre de 2006 | Kitt Peak            | Spacewatch            |
| 278025 | 2006 VP95              | 1 de novembre de 2006  | Catalina             | CSS                   |
| 278026 | 2006 VJ96              | 10 de novembre de 2006 | Kitt Peak            | Spacewatch            |
| 278027 | 2006 VC105             | 13 de novembre de 2006 | Kitt Peak            | Spacewatch            |
| 278028 | 2006 VG139             | 15 de novembre de 2006 | Kitt Peak            | Spacewatch            |
| 278029 | 2006 VP146             | 15 de novembre de 2006 | Catalina             | CSS                   |
| 278030 | 2006 WM4               | 19 de novembre de 2006 | Socorro              | LINEAR                |
| 278031 | 2006 WH15              | 16 de novembre de 2006 | Lulin                | M.-T. Chang, Q.-z. Ye |
| 278032 | 2006 WL23              | 17 de novembre de 2006 | Mount Lemmon         | Mt. Lemmon Survey     |
| 278033 | 2006 WO26              | 18 de novembre de 2006 | Socorro              | LINEAR                |
| 278034 | 2006 WN31              | 16 de novembre de 2006 | Kitt Peak            | Spacewatch            |
| 278035 | 2006 WP36              | 16 de novembre de 2006 | Kitt Peak            | Spacewatch            |
| 278036 | 2006 WU54              | 16 de novembre de 2006 | Kitt Peak            | Spacewatch            |
| 278037 | 2006 WW55              | 16 de novembre de 2006 | Mount Lemmon         | Mt. Lemmon Survey     |
| 278038 | 2006 WE67              | 17 de novembre de 2006 | Mount Lemmon         | Mt. Lemmon Survey     |
| 278039 | 2006 WO69              | 17 de novembre de 2006 | Mount Lemmon         | Mt. Lemmon Survey     |
| 278040 | 2006 WR79              | 18 de novembre de 2006 | Kitt Peak            | Spacewatch            |
| 278041 | 2006 WV79              | 18 de novembre de 2006 | Kitt Peak            | Spacewatch            |
| 278042 | 2006 WJ86              | 18 de novembre de 2006 | Socorro              | LINEAR                |
| 278043 | 2006 WN87              | 18 de novembre de 2006 | Mount Lemmon         | Mt. Lemmon Survey     |
| 278044 | 2006 WG115             | 20 de novembre de 2006 | Socorro              | LINEAR                |
| 278045 | 2006 WS149             | 20 de novembre de 2006 | Kitt Peak            | Spacewatch            |
| 278046 | 2006 WV157             | 22 de novembre de 2006 | Catalina             | CSS                   |
| 278047 | 2006 WY162             | 23 de novembre de 2006 | Kitt Peak            | Spacewatch            |
| 278048 | 2006 WY172             | 23 de novembre de 2006 | Kitt Peak            | Spacewatch            |
| 278049 | 2006 WU178             | 24 de novembre de 2006 | Kitt Peak            | Spacewatch            |
| 278050 | 2006 WP182             | 24 de novembre de 2006 | Kitt Peak            | Spacewatch            |
| 278051 | 2006 WR188             | 24 de novembre de 2006 | Kitt Peak            | Spacewatch            |
| 278052 | 2006 WB190             | 25 de novembre de 2006 | Catalina             | CSS                   |
| 278053 | 2006 WG201             | 16 de novembre de 2006 | Mount Lemmon         | Mt. Lemmon Survey     |
| 278054 | 2006 XZ13              | 10 de desembre de 2006 | Kitt Peak            | Spacewatch            |
| 278055 | 2006 XK20              | 11 de desembre de 2006 | Kitt Peak            | Spacewatch            |
| 278056 | 2006 XP26              | 12 de desembre de 2006 | Catalina             | CSS                   |
| 278057 | 2006 XA57              | 13 de desembre de 2006 | Socorro              | LINEAR                |
| 278058 | 2006 XB60              | 14 de desembre de 2006 | Kitt Peak            | Spacewatch            |
| 278059 | 2006 XY66              | 14 de desembre de 2006 | Palomar              | NEAT                  |
| 278060 | 2006 XO70              | 15 de desembre de 2006 | Mount Lemmon         | Mt. Lemmon Survey     |
| 278061 | 2006 YR9               | 21 de desembre de 2006 | Kitt Peak            | Spacewatch            |
| 278062 | 2006 YF17              | 21 de desembre de 2006 | Mount Lemmon         | Mt. Lemmon Survey     |
| 278063 | 2006 YM18              | 23 de desembre de 2006 | Mount Lemmon         | Mt. Lemmon Survey     |
| 278064 | 2006 YS21              | 21 de desembre de 2006 | Kitt Peak            | Spacewatch            |
| 278065 | 2006 YZ34              | 21 de desembre de 2006 | Kitt Peak            | Spacewatch            |
| 278066 | 2006 YC36              | 21 de desembre de 2006 | Kitt Peak            | Spacewatch            |
| 278067 | 2006 YY40              | 22 de desembre de 2006 | Kitt Peak            | Spacewatch            |
| 278068 | 2006 YO51              | 27 de desembre de 2006 | Mount Lemmon         | Mt. Lemmon Survey     |
| 278069 | 2006 YW52              | 24 de desembre de 2006 | Kitt Peak            | Spacewatch            |
| 278070 | 2007 AP                | 8 de gener de 2007     | Catalina             | CSS                   |
| 278071 | 2007 AL4               | 8 de gener de 2007     | Catalina             | CSS                   |
| 278072 | 2007 AB7               | 9 de gener de 2007     | Mount Lemmon         | Mt. Lemmon Survey     |
| 278073 | 2007 AV12              | 9 de gener de 2007     | Palomar              | NEAT                  |
| 278074 | 2007 AL14              | 9 de gener de 2007     | Mount Lemmon         | Mt. Lemmon Survey     |
| 278075 | 2007 AA18              | 8 de gener de 2007     | Catalina             | CSS                   |
| 278076 | 2007 AD22              | 15 de gener de 2007    | Kitt Peak            | Spacewatch            |
| 278077 | 2007 AA24              | 10 de gener de 2007    | Mount Lemmon         | Mt. Lemmon Survey     |
| 278078 | 2007 AQ24              | 15 de gener de 2007    | Catalina             | CSS                   |
| 278079 | 2007 AG27              | 10 de gener de 2007    | Mount Lemmon         | Mt. Lemmon Survey     |
| 278080 | 2007 AK29              | 10 de gener de 2007    | Kitt Peak            | Spacewatch            |
| 278081 | 2007 BN                | 16 de gener de 2007    | Socorro              | LINEAR                |
| 278082 | 2007 BW                | 16 de gener de 2007    | Socorro              | LINEAR                |
| 278083 | 2007 BP5               | 17 de gener de 2007    | Catalina             | CSS                   |
| 278084 | 2007 BK9               | 17 de gener de 2007    | Palomar              | NEAT                  |
| 278085 | 2007 BJ10              | 17 de gener de 2007    | Kitt Peak            | Spacewatch            |
| 278086 | 2007 BZ10              | 17 de gener de 2007    | Kitt Peak            | Spacewatch            |
| 278087 | 2007 BE14              | 17 de gener de 2007    | Kitt Peak            | Spacewatch            |
| 278088 | 2007 BZ14              | 17 de gener de 2007    | Kitt Peak            | Spacewatch            |
| 278089 | 2007 BR15              | 16 d'abril de 2004     | Kitt Peak            | Spacewatch            |
| 278090 | 2007 BL19              | 21 de gener de 2007    | Socorro              | LINEAR                |
| 278091 | 2007 BZ19              | 23 de gener de 2007    | Socorro              | LINEAR                |
| 278092 | 2007 BK20              | 23 de gener de 2007    | Anderson Mesa        | LONEOS                |
| 278093 | 2007 BP20              | 23 de gener de 2007    | Anderson Mesa        | LONEOS                |
| 278094 | 2007 BS24              | 24 de gener de 2007    | Mount Lemmon         | Mt. Lemmon Survey     |
| 278095 | 2007 BW27              | 24 de gener de 2007    | Mount Lemmon         | Mt. Lemmon Survey     |
| 278096 | 2007 BR29              | 24 de gener de 2007    | Socorro              | LINEAR                |
| 278097 | 2007 BV29              | 24 de gener de 2007    | Socorro              | LINEAR                |
| 278098 | 2007 BO31              | 26 de gener de 2007    | Calvin-Rehoboth      | L. A. Molnar          |
| 278099 | 2007 BE45              | 25 de gener de 2007    | Catalina             | CSS                   |
| 278100 | 2007 BQ46              | 26 de gener de 2007    | Kitt Peak            | Spacewatch            |

## 278101-278200
| Nom              | Designació provisional | Data de descobriment   | Lloc de descobriment | Descobridor/s       |
| ---------------- | ---------------------- | ---------------------- | -------------------- | ------------------- |
| 278101           | 2007 BO48              | 26 de gener de 2007    | Kitt Peak            | Spacewatch          |
| 278102           | 2007 BS53              | 24 de gener de 2007    | Kitt Peak            | Spacewatch          |
| 278103           | 2007 BG56              | 24 de gener de 2007    | Socorro              | LINEAR              |
| 278104           | 2007 BJ65              | 27 de gener de 2007    | Mount Lemmon         | Mt. Lemmon Survey   |
| 278105           | 2007 BX65              | 27 de gener de 2007    | Mount Lemmon         | Mt. Lemmon Survey   |
| 278106           | 2007 BX67              | 27 de gener de 2007    | Kitt Peak            | Spacewatch          |
| 278107           | 2007 BG75              | 28 de gener de 2007    | Mount Lemmon         | Mt. Lemmon Survey   |
| 278108           | 2007 BJ75              | 28 de gener de 2007    | Mount Lemmon         | Mt. Lemmon Survey   |
| 278109           | 2007 BF77              | 16 de gener de 2007    | Catalina             | CSS                 |
| 278110           | 2007 BN81              | 29 de gener de 2007    | Kitt Peak            | Spacewatch          |
| 278111           | 2007 BO100             | 19 de gener de 2007    | Mauna Kea            | Mauna Kea           |
| 278112           | 2007 CK                | 5 de febrer de 2007    | Palomar              | NEAT                |
| 278113           | 2007 CW                | 6 de febrer de 2007    | Kitt Peak            | Spacewatch          |
| 278114           | 2007 CY                | 6 de febrer de 2007    | Kitt Peak            | Spacewatch          |
| 278115           | 2007 CR1               | 6 de febrer de 2007    | Kitt Peak            | Spacewatch          |
| 278116           | 2007 CA4               | 6 de febrer de 2007    | Mount Lemmon         | Mt. Lemmon Survey   |
| 278117           | 2007 CA5               | 6 de febrer de 2007    | Mount Lemmon         | Mt. Lemmon Survey   |
| 278118           | 2007 CX8               | 6 de febrer de 2007    | Kitt Peak            | Spacewatch          |
| 278119           | 2007 CE10              | 6 de febrer de 2007    | Mount Lemmon         | Mt. Lemmon Survey   |
| 278120           | 2007 CB12              | 6 de febrer de 2007    | Kitt Peak            | Spacewatch          |
| 278121           | 2007 CY13              | 7 de febrer de 2007    | Kitt Peak            | Spacewatch          |
| 278122           | 2007 CG19              | 5 de febrer de 2007    | Palomar              | NEAT                |
| 278123           | 2007 CM21              | 6 de febrer de 2007    | Palomar              | NEAT                |
| 278124           | 2007 CM28              | 6 de febrer de 2007    | Kitt Peak            | Spacewatch          |
| 278125           | 2007 CG33              | 6 de febrer de 2007    | Mount Lemmon         | Mt. Lemmon Survey   |
| 278126           | 2007 CP34              | 6 de febrer de 2007    | Palomar              | NEAT                |
| 278127           | 2007 CG36              | 6 de febrer de 2007    | Kitt Peak            | Spacewatch          |
| 278128           | 2007 CB40              | 6 de febrer de 2007    | Mount Lemmon         | Mt. Lemmon Survey   |
| 278129           | 2007 CT44              | 8 de febrer de 2007    | Palomar              | NEAT                |
| 278130           | 2007 CH45              | 8 de febrer de 2007    | Palomar              | NEAT                |
| 278131           | 2007 CZ45              | 8 de febrer de 2007    | Palomar              | NEAT                |
| 278132           | 2007 CD46              | 8 de febrer de 2007    | Palomar              | NEAT                |
| 278133           | 2007 CZ47              | 10 de febrer de 2007   | Mount Lemmon         | Mt. Lemmon Survey   |
| 278134           | 2007 CJ51              | 11 de febrer de 2007   | Charleston           | Charleston          |
| 278135           | 2007 CS51              | 8 de febrer de 2007    | Palomar              | NEAT                |
| 278136           | 2007 CF52              | 9 de febrer de 2007    | Catalina             | CSS                 |
| 278137           | 2007 CH52              | 10 de febrer de 2007   | Palomar              | NEAT                |
| 278138           | 2007 CU52              | 10 de febrer de 2007   | Mount Lemmon         | Mt. Lemmon Survey   |
| 278139           | 2007 CZ52              | 13 de febrer de 2007   | Socorro              | LINEAR              |
| 278140           | 2007 CL59              | 10 de febrer de 2007   | Catalina             | CSS                 |
| 278141           | 2007 CS61              | 15 de febrer de 2007   | Taunus               | S. Karge, E. Schwab |
| 278142           | 2007 CG62              | 10 de febrer de 2007   | Catalina             | CSS                 |
| 278143           | 2007 CN62              | 13 de febrer de 2007   | Socorro              | LINEAR              |
| 278144           | 2007 CX64              | 8 de febrer de 2007    | Kitt Peak            | Spacewatch          |
| 278145           | 2007 CD66              | 9 de febrer de 2007    | Catalina             | CSS                 |
| 278146           | 2007 DW2               | 16 de febrer de 2007   | Catalina             | CSS                 |
| 278147           | 2007 DA3               | 16 de febrer de 2007   | Catalina             | CSS                 |
| 278148           | 2007 DP5               | 17 de febrer de 2007   | Kitt Peak            | Spacewatch          |
| 278149           | 2007 DB12              | 16 de febrer de 2007   | Catalina             | CSS                 |
| 278150           | 2007 DO15              | 17 de febrer de 2007   | Kitt Peak            | Spacewatch          |
| 278151           | 2007 DP17              | 17 de febrer de 2007   | Kitt Peak            | Spacewatch          |
| 278152           | 2007 DD19              | 17 de febrer de 2007   | Kitt Peak            | Spacewatch          |
| 278153           | 2007 DN19              | 6 d'abril de 1995      | Kitt Peak            | Spacewatch          |
| 278154           | 2007 DR21              | 17 de febrer de 2007   | Kitt Peak            | Spacewatch          |
| 278155           | 2007 DA23              | 17 de febrer de 2007   | Kitt Peak            | Spacewatch          |
| 278156           | 2007 DZ28              | 17 de febrer de 2007   | Kitt Peak            | Spacewatch          |
| 278157           | 2007 DM33              | 17 de febrer de 2007   | Kitt Peak            | Spacewatch          |
| 278158           | 2007 DS33              | 17 de febrer de 2007   | Kitt Peak            | Spacewatch          |
| 278159           | 2007 DA34              | 17 de febrer de 2007   | Kitt Peak            | Spacewatch          |
| 278160           | 2007 DJ34              | 17 de febrer de 2007   | Kitt Peak            | Spacewatch          |
| 278161           | 2007 DH35              | 17 de febrer de 2007   | Kitt Peak            | Spacewatch          |
| 278162           | 2007 DN35              | 17 de febrer de 2007   | Kitt Peak            | Spacewatch          |
| 278163           | 2007 DO35              | 17 de febrer de 2007   | Kitt Peak            | Spacewatch          |
| 278164           | 2007 DZ38              | 17 de febrer de 2007   | Kitt Peak            | Spacewatch          |
| 278165           | 2007 DE41              | 20 de febrer de 2007   | Lulin                | LUSS                |
| 278166           | 2007 DY52              | 19 de febrer de 2007   | Mount Lemmon         | Mt. Lemmon Survey   |
| 278167           | 2007 DX54              | 21 de febrer de 2007   | Socorro              | LINEAR              |
| 278168           | 2007 DE55              | 21 de febrer de 2007   | Socorro              | LINEAR              |
| 278169           | 2007 DU55              | 21 de febrer de 2007   | Kitt Peak            | Spacewatch          |
| 278170           | 2007 DE56              | 21 de febrer de 2007   | Socorro              | LINEAR              |
| 278171           | 2007 DA71              | 21 de febrer de 2007   | Kitt Peak            | Spacewatch          |
| 278172           | 2007 DM72              | 10 de novembre de 2005 | Kitt Peak            | Spacewatch          |
| 278173           | 2007 DK82              | 23 de febrer de 2007   | Kitt Peak            | Spacewatch          |
| 278174           | 2007 DR82              | 23 de febrer de 2007   | Socorro              | LINEAR              |
| 278175           | 2007 DS82              | 23 de febrer de 2007   | Socorro              | LINEAR              |
| 278176           | 2007 DX82              | 23 de febrer de 2007   | Kitt Peak            | Spacewatch          |
| 278177           | 2007 DF86              | 21 de febrer de 2007   | Kitt Peak            | Spacewatch          |
| 278178           | 2007 DT88              | 23 de febrer de 2007   | Kitt Peak            | Spacewatch          |
| 278179           | 2007 DO90              | 23 de febrer de 2007   | Kitt Peak            | Spacewatch          |
| 278180           | 2007 DC91              | 23 de febrer de 2007   | Mount Lemmon         | Mt. Lemmon Survey   |
| 278181           | 2007 DD92              | 23 de febrer de 2007   | Kitt Peak            | Spacewatch          |
| 278182           | 2007 DV96              | 23 de febrer de 2007   | Kitt Peak            | Spacewatch          |
| 278183           | 2007 DV97              | 23 de febrer de 2007   | Kitt Peak            | Spacewatch          |
| 278184           | 2007 DR98              | 25 de febrer de 2007   | Mount Lemmon         | Mt. Lemmon Survey   |
| 278185           | 2007 DE99              | 25 de febrer de 2007   | Mount Lemmon         | Mt. Lemmon Survey   |
| 278186           | 2007 DB106             | 23 de febrer de 2007   | Mount Lemmon         | Mt. Lemmon Survey   |
| 278187           | 2007 DT110             | 21 de febrer de 2007   | Kitt Peak            | Spacewatch          |
| 278188           | 2007 DW110             | 22 de febrer de 2007   | Kitt Peak            | Spacewatch          |
| 278189           | 2007 DO114             | 26 de febrer de 2007   | Mount Lemmon         | Mt. Lemmon Survey   |
| 278190           | 2007 EP1               | 9 de març de 2007      | Kitt Peak            | Spacewatch          |
| 278191           | 2007 EH2               | 9 de març de 2007      | Kitt Peak            | Spacewatch          |
| 278192           | 2007 ED4               | 9 de març de 2007      | Kitt Peak            | Spacewatch          |
| 278193           | 2007 EF4               | 9 de març de 2007      | Palomar              | NEAT                |
| 278194           | 2007 EC11              | 9 de març de 2007      | Kitt Peak            | Spacewatch          |
| 278195           | 2007 ET11              | 9 de març de 2007      | Palomar              | NEAT                |
| 278196           | 2007 EJ12              | 9 de març de 2007      | Palomar              | NEAT                |
| 278197 Touvron   | 2007 EL12              | 9 de març de 2007      | Nogales              | J.-C. Merlin        |
| 278198           | 2007 EO12              | 9 de març de 2007      | Goodricke-Pigott     | R. A. Tucker        |
| 278199           | 2007 EU22              | 10 de març de 2007     | Mount Lemmon         | Mt. Lemmon Survey   |
| 278200 Olegpopov | 2007 EV26              | 11 de març de 2007     | Wildberg             | R. Apitzsch         |

## 278201-278300
| Nom    | Designació provisional | Data de descobriment | Lloc de descobriment | Descobridor/s     |
| ------ | ---------------------- | -------------------- | -------------------- | ----------------- |
| 278201 | 2007 EL30              | 9 de març de 2007    | Palomar              | NEAT              |
| 278202 | 2007 EP30              | 10 de març de 2007   | Kitt Peak            | Spacewatch        |
| 278203 | 2007 EY30              | 10 de març de 2007   | Kitt Peak            | Spacewatch        |
| 278204 | 2007 EH34              | 10 de març de 2007   | Eskridge             | G. Hug            |
| 278205 | 2007 EJ34              | 10 de març de 2007   | Eskridge             | G. Hug            |
| 278206 | 2007 EM34              | 10 de març de 2007   | Palomar              | NEAT              |
| 278207 | 2007 EN36              | 11 de març de 2007   | Kitt Peak            | Spacewatch        |
| 278208 | 2007 ED37              | 11 de març de 2007   | Mount Lemmon         | Mt. Lemmon Survey |
| 278209 | 2007 ES37              | 11 de març de 2007   | Mount Lemmon         | Mt. Lemmon Survey |
| 278210 | 2007 EQ38              | 11 de març de 2007   | Kitt Peak            | Spacewatch        |
| 278211 | 2007 EX38              | 11 de març de 2007   | Vicques              | M. Ory            |
| 278212 | 2007 EG42              | 9 de març de 2007    | Kitt Peak            | Spacewatch        |
| 278213 | 2007 EL42              | 9 de març de 2007    | Kitt Peak            | Spacewatch        |
| 278214 | 2007 EX42              | 9 de març de 2007    | Kitt Peak            | Spacewatch        |
| 278215 | 2007 EF44              | 9 de març de 2007    | Kitt Peak            | Spacewatch        |
| 278216 | 2007 EG47              | 9 de març de 2007    | Kitt Peak            | Spacewatch        |
| 278217 | 2007 EK54              | 12 de març de 2007   | Kitt Peak            | Spacewatch        |
| 278218 | 2007 EZ64              | 10 de març de 2007   | Kitt Peak            | Spacewatch        |
| 278219 | 2007 EM68              | 10 de març de 2007   | Palomar              | NEAT              |
| 278220 | 2007 EU72              | 10 de març de 2007   | Kitt Peak            | Spacewatch        |
| 278221 | 2007 ES78              | 10 de març de 2007   | Palomar              | NEAT              |
| 278222 | 2007 ED80              | 10 de març de 2007   | Palomar              | NEAT              |
| 278223 | 2007 EJ81              | 11 de març de 2007   | Kitt Peak            | Spacewatch        |
| 278224 | 2007 EL85              | 12 de març de 2007   | Kitt Peak            | Spacewatch        |
| 278225 | 2007 EY87              | 12 de març de 2007   | Saint-Sulpice        | B. Christophe     |
| 278226 | 2007 EX89              | 9 de març de 2007    | Mount Lemmon         | Mt. Lemmon Survey |
| 278227 | 2007 EX95              | 10 de març de 2007   | Mount Lemmon         | Mt. Lemmon Survey |
| 278228 | 2007 EN98              | 11 de març de 2007   | Kitt Peak            | Spacewatch        |
| 278229 | 2007 EV99              | 11 de març de 2007   | Kitt Peak            | Spacewatch        |
| 278230 | 2007 EM108             | 11 de març de 2007   | Kitt Peak            | Spacewatch        |
| 278231 | 2007 EB109             | 11 de març de 2007   | Kitt Peak            | Spacewatch        |
| 278232 | 2007 EZ109             | 11 de març de 2007   | Kitt Peak            | Spacewatch        |
| 278233 | 2007 ES114             | 13 de març de 2007   | Mount Lemmon         | Mt. Lemmon Survey |
| 278234 | 2007 EE115             | 13 de març de 2007   | Mount Lemmon         | Mt. Lemmon Survey |
| 278235 | 2007 EW119             | 13 de març de 2007   | Mount Lemmon         | Mt. Lemmon Survey |
| 278236 | 2007 EX124             | 14 de març de 2007   | Mount Lemmon         | Mt. Lemmon Survey |
| 278237 | 2007 EY125             | 10 de març de 2007   | Palomar              | NEAT              |
| 278238 | 2007 EJ139             | 12 de març de 2007   | Kitt Peak            | Spacewatch        |
| 278239 | 2007 EL140             | 12 de març de 2007   | Mount Lemmon         | Mt. Lemmon Survey |
| 278240 | 2007 EW140             | 12 de març de 2007   | Kitt Peak            | Spacewatch        |
| 278241 | 2007 EL144             | 12 de març de 2007   | Mount Lemmon         | Mt. Lemmon Survey |
| 278242 | 2007 EN149             | 12 de març de 2007   | Mount Lemmon         | Mt. Lemmon Survey |
| 278243 | 2007 EW149             | 12 de març de 2007   | Mount Lemmon         | Mt. Lemmon Survey |
| 278244 | 2007 ED150             | 12 de març de 2007   | Mount Lemmon         | Mt. Lemmon Survey |
| 278245 | 2007 ED152             | 12 de març de 2007   | Mount Lemmon         | Mt. Lemmon Survey |
| 278246 | 2007 EP155             | 12 de març de 2007   | Kitt Peak            | Spacewatch        |
| 278247 | 2007 EA167             | 11 de març de 2007   | Kitt Peak            | Spacewatch        |
| 278248 | 2007 EZ167             | 13 de març de 2007   | Kitt Peak            | Spacewatch        |
| 278249 | 2007 EH168             | 13 de març de 2007   | Kitt Peak            | Spacewatch        |
| 278250 | 2007 EM170             | 15 de març de 2007   | Kitt Peak            | Spacewatch        |
| 278251 | 2007 EF177             | 14 de març de 2007   | Catalina             | CSS               |
| 278252 | 2007 EX189             | 13 de març de 2007   | Mount Lemmon         | Mt. Lemmon Survey |
| 278253 | 2007 EP190             | 13 de març de 2007   | Mount Lemmon         | Mt. Lemmon Survey |
| 278254 | 2007 EN191             | 13 de març de 2007   | Kitt Peak            | Spacewatch        |
| 278255 | 2007 EF203             | 10 de març de 2007   | Palomar              | NEAT              |
| 278256 | 2007 EB212             | 8 de març de 2007    | Palomar              | NEAT              |
| 278257 | 2007 EW213             | 10 de març de 2007   | Mount Lemmon         | Mt. Lemmon Survey |
| 278258 | 2007 EH214             | 10 de març de 2007   | Mount Lemmon         | Mt. Lemmon Survey |
| 278259 | 2007 ER216             | 14 de març de 2007   | Catalina             | CSS               |
| 278260 | 2007 ED221             | 13 de març de 2007   | Kitt Peak            | Spacewatch        |
| 278261 | 2007 EL221             | 15 de març de 2007   | Kitt Peak            | Spacewatch        |
| 278262 | 2007 ET221             | 15 de març de 2007   | Kitt Peak            | Spacewatch        |
| 278263 | 2007 FQ7               | 16 de març de 2007   | Mount Lemmon         | Mt. Lemmon Survey |
| 278264 | 2007 FN20              | 16 de març de 2007   | Mount Lemmon         | Mt. Lemmon Survey |
| 278265 | 2007 FF23              | 20 de març de 2007   | Kitt Peak            | Spacewatch        |
| 278266 | 2007 FV30              | 20 de març de 2007   | Mount Lemmon         | Mt. Lemmon Survey |
| 278267 | 2007 FY30              | 20 de març de 2007   | Mount Lemmon         | Mt. Lemmon Survey |
| 278268 | 2007 FK32              | 20 de març de 2007   | Kitt Peak            | Spacewatch        |
| 278269 | 2007 FD34              | 25 de març de 2007   | Mount Lemmon         | Mt. Lemmon Survey |
| 278270 | 2007 FE36              | 26 de març de 2007   | Mount Lemmon         | Mt. Lemmon Survey |
| 278271 | 2007 FT37              | 26 de març de 2007   | Mount Lemmon         | Mt. Lemmon Survey |
| 278272 | 2007 FS46              | 29 de març de 2007   | Palomar              | NEAT              |
| 278273 | 2007 FR47              | 26 de març de 2007   | Kitt Peak            | Spacewatch        |
| 278274 | 2007 FU49              | 25 de març de 2007   | Mount Lemmon         | Mt. Lemmon Survey |
| 278275 | 2007 GF2               | 10 d'abril de 2007   | Altschwendt          | W. Ries           |
| 278276 | 2007 GF10              | 11 d'abril de 2007   | Kitt Peak            | Spacewatch        |
| 278277 | 2007 GO17              | 11 d'abril de 2007   | Kitt Peak            | Spacewatch        |
| 278278 | 2007 GT17              | 11 d'abril de 2007   | Kitt Peak            | Spacewatch        |
| 278279 | 2007 GV19              | 11 d'abril de 2007   | Kitt Peak            | Spacewatch        |
| 278280 | 2007 GF23              | 11 d'abril de 2007   | Mount Lemmon         | Mt. Lemmon Survey |
| 278281 | 2007 GM24              | 11 d'abril de 2007   | Kitt Peak            | Spacewatch        |
| 278282 | 2007 GC27              | 14 d'abril de 2007   | Kitt Peak            | Spacewatch        |
| 278283 | 2007 GO27              | 15 d'abril de 2007   | Vicques              | M. Ory            |
| 278284 | 2007 GE28              | 15 d'abril de 2007   | Catalina             | CSS               |
| 278285 | 2007 GP33              | 11 d'abril de 2007   | Mount Lemmon         | Mt. Lemmon Survey |
| 278286 | 2007 GZ36              | 14 d'abril de 2007   | Kitt Peak            | Spacewatch        |
| 278287 | 2007 GZ38              | 14 d'abril de 2007   | Kitt Peak            | Spacewatch        |
| 278288 | 2007 GS42              | 14 d'abril de 2007   | Kitt Peak            | Spacewatch        |
| 278289 | 2007 GN44              | 14 d'abril de 2007   | Kitt Peak            | Spacewatch        |
| 278290 | 2007 GU47              | 14 d'abril de 2007   | Mount Lemmon         | Mt. Lemmon Survey |
| 278291 | 2007 GF50              | 14 de març de 2007   | Catalina             | CSS               |
| 278292 | 2007 GT50              | 15 d'abril de 2007   | Socorro              | LINEAR            |
| 278293 | 2007 GG51              | 15 d'abril de 2007   | Kitt Peak            | Spacewatch        |
| 278294 | 2007 GS51              | 14 d'abril de 2007   | Kitt Peak            | Spacewatch        |
| 278295 | 2007 GX60              | 15 d'abril de 2007   | Kitt Peak            | Spacewatch        |
| 278296 | 2007 GL61              | 15 d'abril de 2007   | Kitt Peak            | Spacewatch        |
| 278297 | 2007 GT63              | 15 d'abril de 2007   | Kitt Peak            | Spacewatch        |
| 278298 | 2007 GU63              | 15 d'abril de 2007   | Kitt Peak            | Spacewatch        |
| 278299 | 2007 GB64              | 15 d'abril de 2007   | Kitt Peak            | Spacewatch        |
| 278300 | 2007 GB65              | 15 d'abril de 2007   | Kitt Peak            | Spacewatch        |

## 278301-278400
| Nom               | Designació provisional | Data de descobriment | Lloc de descobriment | Descobridor/s          |
| ----------------- | ---------------------- | -------------------- | -------------------- | ---------------------- |
| 278301            | 2007 GZ76              | 15 d'abril de 2007   | Catalina             | CSS                    |
| 278302            | 2007 GO77              | 11 d'abril de 2007   | Kitt Peak            | Spacewatch             |
| 278303            | 2007 HY                | 17 d'abril de 2007   | Vicques              | M. Ory                 |
| 278304            | 2007 HD8               | 18 d'abril de 2007   | Mount Lemmon         | Mt. Lemmon Survey      |
| 278305            | 2007 HX9               | 18 d'abril de 2007   | Mount Lemmon         | Mt. Lemmon Survey      |
| 278306            | 2007 HG11              | 18 d'abril de 2007   | Kitt Peak            | Spacewatch             |
| 278307            | 2007 HS12              | 16 d'abril de 2007   | Mount Lemmon         | Mt. Lemmon Survey      |
| 278308            | 2007 HZ12              | 16 d'abril de 2007   | Catalina             | CSS                    |
| 278309            | 2007 HP15              | 19 d'abril de 2007   | Mayhill              | A. Lowe                |
| 278310            | 2007 HH17              | 16 d'abril de 2007   | Catalina             | CSS                    |
| 278311            | 2007 HA19              | 18 d'abril de 2007   | Mount Lemmon         | Mt. Lemmon Survey      |
| 278312            | 2007 HP19              | 18 d'abril de 2007   | Kitt Peak            | Spacewatch             |
| 278313            | 2007 HS23              | 18 d'abril de 2007   | Kitt Peak            | Spacewatch             |
| 278314            | 2007 HP25              | 18 d'abril de 2007   | Mount Lemmon         | Mt. Lemmon Survey      |
| 278315            | 2007 HY25              | 18 d'abril de 2007   | Kitt Peak            | Spacewatch             |
| 278316            | 2007 HP27              | 18 d'abril de 2007   | Kitt Peak            | Spacewatch             |
| 278317            | 2007 HV33              | 19 d'abril de 2007   | Kitt Peak            | Spacewatch             |
| 278318            | 2007 HR39              | 20 d'abril de 2007   | Mount Lemmon         | Mt. Lemmon Survey      |
| 278319            | 2007 HG40              | 20 d'abril de 2007   | Mount Lemmon         | Mt. Lemmon Survey      |
| 278320            | 2007 HT45              | 18 d'abril de 2007   | Kitt Peak            | Spacewatch             |
| 278321            | 2007 HY45              | 19 d'abril de 2007   | Anderson Mesa        | LONEOS                 |
| 278322            | 2007 HT46              | 20 d'abril de 2007   | Kitt Peak            | Spacewatch             |
| 278323            | 2007 HU47              | 20 d'abril de 2007   | Kitt Peak            | Spacewatch             |
| 278324            | 2007 HX51              | 20 d'abril de 2007   | Kitt Peak            | Spacewatch             |
| 278325            | 2007 HB54              | 15 d'abril de 2007   | Catalina             | CSS                    |
| 278326            | 2007 HX54              | 22 d'abril de 2007   | Kitt Peak            | Spacewatch             |
| 278327            | 2007 HA59              | 24 d'abril de 2007   | Kitt Peak            | Spacewatch             |
| 278328            | 2007 HX60              | 20 d'abril de 2007   | Socorro              | LINEAR                 |
| 278329            | 2007 HJ66              | 22 d'abril de 2007   | Mount Lemmon         | Mt. Lemmon Survey      |
| 278330            | 2007 HN66              | 22 d'abril de 2007   | Mount Lemmon         | Mt. Lemmon Survey      |
| 278331            | 2007 HY68              | 23 d'abril de 2007   | Siding Spring        | Siding Spring Survey   |
| 278332            | 2007 HL69              | 24 d'abril de 2007   | Kitt Peak            | Spacewatch             |
| 278333            | 2007 HK77              | 23 d'abril de 2007   | Kitt Peak            | Spacewatch             |
| 278334            | 2007 HQ79              | 23 d'abril de 2007   | Mount Lemmon         | Mt. Lemmon Survey      |
| 278335            | 2007 HW79              | 24 d'abril de 2007   | Kitt Peak            | Spacewatch             |
| 278336            | 2007 HO84              | 22 d'abril de 2007   | Mount Lemmon         | Mt. Lemmon Survey      |
| 278337            | 2007 HT87              | 25 d'abril de 2007   | Kitt Peak            | Spacewatch             |
| 278338            | 2007 HQ90              | 22 d'abril de 2007   | Catalina Station     | Catalina Station       |
| 278339            | 2007 HF91              | 18 d'abril de 2007   | Mount Lemmon         | Mt. Lemmon Survey      |
| 278340            | 2007 HS97              | 22 d'abril de 2007   | Mount Lemmon         | Mt. Lemmon Survey      |
| 278341            | 2007 JH                | 7 de maig de 2007    | Mount Lemmon         | Mt. Lemmon Survey      |
| 278342            | 2007 JS                | 7 de maig de 2007    | Mount Lemmon         | Mt. Lemmon Survey      |
| 278343            | 2007 JU                | 7 de maig de 2007    | Mount Lemmon         | Mt. Lemmon Survey      |
| 278344            | 2007 JV1               | 7 de maig de 2007    | Catalina             | CSS                    |
| 278345            | 2007 JA3               | 6 de maig de 2007    | Bergisch Gladbac     | W. Bickel              |
| 278346            | 2007 JK4               | 7 de maig de 2007    | Catalina             | CSS                    |
| 278347            | 2007 JW10              | 7 de maig de 2007    | Kitt Peak            | Spacewatch             |
| 278348            | 2007 JH13              | 8 de maig de 2007    | Kitt Peak            | Spacewatch             |
| 278349            | 2007 JV16              | 7 de maig de 2007    | Kitt Peak            | Spacewatch             |
| 278350            | 2007 JL18              | 9 de maig de 2007    | Kitt Peak            | Spacewatch             |
| 278351            | 2007 JX22              | 11 de maig de 2007   | Lulin                | LUSS                   |
| 278352            | 2007 JL23              | 7 de maig de 2007    | Catalina             | CSS                    |
| 278353            | 2007 JL24              | 9 de maig de 2007    | Kitt Peak            | Spacewatch             |
| 278354            | 2007 JO24              | 9 de maig de 2007    | Kitt Peak            | Spacewatch             |
| 278355            | 2007 JF26              | 9 de maig de 2007    | Kitt Peak            | Spacewatch             |
| 278356            | 2007 JZ26              | 9 de maig de 2007    | Kitt Peak            | Spacewatch             |
| 278357            | 2007 JD29              | 10 de maig de 2007   | Mount Lemmon         | Mt. Lemmon Survey      |
| 278358            | 2007 JH32              | 12 de maig de 2007   | Kitt Peak            | Spacewatch             |
| 278359            | 2007 JT37              | 12 de maig de 2007   | Mount Lemmon         | Mt. Lemmon Survey      |
| 278360            | 2007 JU40              | 12 de maig de 2007   | Purple Mountain      | PMO NEO Survey Program |
| 278361            | 2007 JJ43              | 14 de maig de 2007   | Palomar              | Palomar                |
| 278362            | 2007 KZ1               | 18 de maig de 2007   | Tiki                 | S. F. Hoenig, N. Teamo |
| 278363            | 2007 KE2               | 18 de maig de 2007   | Pla D'Arguines       | R. Ferrando            |
| 278364            | 2007 KL3               | 22 de maig de 2007   | Tiki                 | S. F. Hoenig, N. Teamo |
| 278365            | 2007 KR7               | 16 de maig de 2007   | Purple Mountain      | PMO NEO Survey Program |
| 278366            | 2007 KJ8               | 21 de maig de 2007   | Anderson Mesa        | LONEOS                 |
| 278367            | 2007 KP9               | 16 de maig de 2007   | Kitt Peak            | Spacewatch             |
| 278368            | 2007 LU1               | 7 de juny de 2007    | Kitt Peak            | Spacewatch             |
| 278369            | 2007 LF5               | 9 de juny de 2007    | Kitt Peak            | Spacewatch             |
| 278370            | 2007 LU5               | 7 de juny de 2007    | Kitt Peak            | Spacewatch             |
| 278371            | 2007 LK7               | 8 de juny de 2007    | Kitt Peak            | Spacewatch             |
| 278372            | 2007 LP7               | 8 de juny de 2007    | Catalina             | CSS                    |
| 278373            | 2007 LU8               | 9 de juny de 2007    | Kitt Peak            | Spacewatch             |
| 278374            | 2007 LO9               | 8 de juny de 2007    | Kitt Peak            | Spacewatch             |
| 278375            | 2007 LJ10              | 9 de juny de 2007    | Kitt Peak            | Spacewatch             |
| 278376            | 2007 LZ16              | 10 de juny de 2007   | Kitt Peak            | Spacewatch             |
| 278377            | 2007 LJ20              | 9 de juny de 2007    | Kitt Peak            | Spacewatch             |
| 278378            | 2007 LD24              | 14 de juny de 2007   | Kitt Peak            | Spacewatch             |
| 278379            | 2007 LU26              | 14 de juny de 2007   | Kitt Peak            | Spacewatch             |
| 278380            | 2007 LU28              | 15 de juny de 2007   | Kitt Peak            | Spacewatch             |
| 278381            | 2007 MR                | 18 de juny de 2007   | Catalina             | CSS                    |
| 278382            | 2007 MO7               | 18 de juny de 2007   | Kitt Peak            | Spacewatch             |
| 278383            | 2007 MN16              | 22 de juny de 2007   | Kitt Peak            | Spacewatch             |
| 278384 Mudanjiang | 2007 MV20              | 24 de juny de 2007   | Lulin                | LUSS                   |
| 278385            | 2007 MA24              | 24 de juny de 2007   | Catalina             | CSS                    |
| 278386            | 2007 NK2               | 13 de juliol de 2007 | Andrushivka          | Andrushivka            |
| 278387            | 2007 OM                | 17 de juliol de 2007 | La Sagra             | La Sagra               |
| 278388            | 2007 OV1               | 18 de juliol de 2007 | Reedy Creek          | J. Broughton           |
| 278389            | 2007 PZ9               | 8 d'agost de 2007    | Socorro              | LINEAR                 |
| 278390            | 2007 PK11              | 9 d'agost de 2007    | Kitt Peak            | Spacewatch             |
| 278391            | 2007 PL14              | 8 d'agost de 2007    | Socorro              | LINEAR                 |
| 278392            | 2007 PN25              | 13 d'agost de 2007   | Bisei SG Center      | BATTeRS                |
| 278393            | 2007 PS26              | 11 d'agost de 2007   | Bergisch Gladbac     | W. Bickel              |
| 278394            | 2007 PB30              | 10 d'agost de 2007   | Kitt Peak            | Spacewatch             |
| 278395            | 2007 PP38              | 14 d'agost de 2007   | Siding Spring        | Siding Spring Survey   |
| 278396            | 2007 PD47              | 10 d'agost de 2007   | Kitt Peak            | Spacewatch             |
| 278397            | 2007 QZ1               | 18 d'agost de 2007   | La Sagra             | La Sagra               |
| 278398            | 2007 QF5               | 26 d'agost de 2007   | Wildberg             | R. Apitzsch            |
| 278399            | 2007 QJ7               | 21 d'agost de 2007   | Anderson Mesa        | LONEOS                 |
| 278400            | 2007 QL8               | 21 d'agost de 2007   | Anderson Mesa        | LONEOS                 |

## 278401-278500
| Nom            | Designació provisional | Data de descobriment   | Lloc de descobriment | Descobridor/s          |
| -------------- | ---------------------- | ---------------------- | -------------------- | ---------------------- |
| 278401         | 2007 QD10              | 22 d'agost de 2007     | Socorro              | LINEAR                 |
| 278402         | 2007 QA13              | 18 d'agost de 2007     | Mayhill              | A. Lowe                |
| 278403         | 2007 QT16              | 21 d'agost de 2007     | Anderson Mesa        | LONEOS                 |
| 278404         | 2007 QH17              | 23 d'agost de 2007     | Kitt Peak            | Spacewatch             |
| 278405         | 2007 RA6               | 5 de setembre de 2007  | Dauban               | Chante-Perdrix         |
| 278406         | 2007 RV6               | 6 de setembre de 2007  | Pla D'Arguines       | R. Ferrando            |
| 278407         | 2007 RC7               | 6 de setembre de 2007  | Dauban               | Chante-Perdrix         |
| 278408         | 2007 RC22              | 3 de setembre de 2007  | Catalina             | CSS                    |
| 278409         | 2007 RJ33              | 5 de setembre de 2007  | Catalina             | CSS                    |
| 278410         | 2007 RV38              | 8 de setembre de 2007  | Anderson Mesa        | LONEOS                 |
| 278411         | 2007 RX42              | 9 de setembre de 2007  | Kitt Peak            | Spacewatch             |
| 278412         | 2007 RQ46              | 9 de setembre de 2007  | Kitt Peak            | Spacewatch             |
| 278413         | 2007 RH48              | 9 de setembre de 2007  | Mount Lemmon         | Mt. Lemmon Survey      |
| 278414         | 2007 RG56              | 9 de setembre de 2007  | Kitt Peak            | Spacewatch             |
| 278415         | 2007 RF103             | 11 de setembre de 2007 | Catalina             | CSS                    |
| 278416         | 2007 RP134             | 12 de setembre de 2007 | Catalina             | CSS                    |
| 278417         | 2007 RR146             | 14 de setembre de 2007 | Taunus               | E. Schwab, R. Kling    |
| 278418         | 2007 RA155             | 10 de setembre de 2007 | Mount Lemmon         | Mt. Lemmon Survey      |
| 278419         | 2007 RH157             | 11 de setembre de 2007 | Mount Lemmon         | Mt. Lemmon Survey      |
| 278420         | 2007 RY167             | 10 de setembre de 2007 | Kitt Peak            | Spacewatch             |
| 278421         | 2007 RA205             | 9 de setembre de 2007  | Kitt Peak            | Spacewatch             |
| 278422         | 2007 RT208             | 10 de setembre de 2007 | Kitt Peak            | Spacewatch             |
| 278423         | 2007 RP210             | 11 de setembre de 2007 | Kitt Peak            | Spacewatch             |
| 278424         | 2007 RH217             | 13 de setembre de 2007 | Mount Lemmon         | Mt. Lemmon Survey      |
| 278425         | 2007 RY218             | 14 de setembre de 2007 | Mount Lemmon         | Mt. Lemmon Survey      |
| 278426         | 2007 RQ228             | 11 de setembre de 2007 | Mount Lemmon         | Mt. Lemmon Survey      |
| 278427         | 2007 RD239             | 14 de setembre de 2007 | Catalina             | CSS                    |
| 278428         | 2007 RW257             | 14 de setembre de 2007 | Mount Lemmon         | Mt. Lemmon Survey      |
| 278429         | 2007 RG266             | 15 de setembre de 2007 | Anderson Mesa        | LONEOS                 |
| 278430         | 2007 RC270             | 15 de setembre de 2007 | Mount Lemmon         | Mt. Lemmon Survey      |
| 278431         | 2007 RD271             | 15 de setembre de 2007 | Kitt Peak            | Spacewatch             |
| 278432         | 2007 RS275             | 9 de setembre de 2007  | Siding Spring        | Siding Spring Survey   |
| 278433         | 2007 RT275             | 9 de setembre de 2007  | Siding Spring        | Siding Spring Survey   |
| 278434         | 2007 RU275             | 9 de setembre de 2007  | Siding Spring        | Siding Spring Survey   |
| 278435         | 2007 RT281             | 14 de setembre de 2007 | Catalina             | CSS                    |
| 278436         | 2007 RQ283             | 13 de setembre de 2007 | Kitt Peak            | Spacewatch             |
| 278437         | 2007 RT284             | 12 de setembre de 2007 | Anderson Mesa        | LONEOS                 |
| 278438         | 2007 RS286             | 4 de setembre de 2007  | Mount Lemmon         | Mt. Lemmon Survey      |
| 278439         | 2007 RU286             | 4 de setembre de 2007  | Mount Lemmon         | Mt. Lemmon Survey      |
| 278440         | 2007 RF308             | 11 de setembre de 2007 | Kitt Peak            | Spacewatch             |
| 278441         | 2007 RJ312             | 12 de setembre de 2007 | Catalina             | CSS                    |
| 278442         | 2007 RJ323             | 15 de setembre de 2007 | Kitt Peak            | Spacewatch             |
| 278443         | 2007 SG1               | 18 de setembre de 2007 | Dauban               | Chante-Perdrix         |
| 278444         | 2007 SJ4               | 16 de setembre de 2007 | Tiki                 | N. Teamo               |
| 278445         | 2007 SL12              | 18 de setembre de 2007 | Anderson Mesa        | LONEOS                 |
| 278446         | 2007 SA16              | 30 de setembre de 2007 | Kitt Peak            | Spacewatch             |
| 278447 Saviano | 2007 TH                | 2 d'octubre de 2007    | Vallemare Borbon     | V. S. Casulli          |
| 278448         | 2007 TX2               | 3 d'octubre de 2007    | 7300                 | W. K. Y. Yeung         |
| 278449         | 2007 TS5               | 6 d'octubre de 2007    | Socorro              | LINEAR                 |
| 278450         | 2007 TR6               | 6 d'octubre de 2007    | La Sagra             | La Sagra               |
| 278451         | 2007 TO22              | 9 d'octubre de 2007    | Goodricke-Pigott     | R. A. Tucker           |
| 278452         | 2007 TD31              | 4 d'octubre de 2007    | Kitt Peak            | Spacewatch             |
| 278453         | 2007 TY31              | 5 d'octubre de 2007    | Purple Mountain      | PMO NEO Survey Program |
| 278454         | 2007 TN84              | 8 d'octubre de 2007    | Catalina             | CSS                    |
| 278455         | 2007 TV85              | 8 d'octubre de 2007    | Mount Lemmon         | Mt. Lemmon Survey      |
| 278456         | 2007 TH94              | 7 d'octubre de 2007    | Catalina             | CSS                    |
| 278457         | 2007 TO110             | 8 d'octubre de 2007    | Catalina             | CSS                    |
| 278458         | 2007 TA111             | 8 d'octubre de 2007    | Catalina             | CSS                    |
| 278459         | 2007 TF125             | 6 d'octubre de 2007    | Kitt Peak            | Spacewatch             |
| 278460         | 2007 TG129             | 6 d'octubre de 2007    | Kitt Peak            | Spacewatch             |
| 278461         | 2007 TJ139             | 9 d'octubre de 2007    | Kitt Peak            | Spacewatch             |
| 278462         | 2007 TD160             | 9 d'octubre de 2007    | Socorro              | LINEAR                 |
| 278463         | 2007 TJ161             | 11 d'octubre de 2007   | Socorro              | LINEAR                 |
| 278464         | 2007 TB164             | 11 d'octubre de 2007   | Socorro              | LINEAR                 |
| 278465         | 2007 TQ166             | 12 d'octubre de 2007   | Socorro              | LINEAR                 |
| 278466         | 2007 TS168             | 12 d'octubre de 2007   | Socorro              | LINEAR                 |
| 278467         | 2007 TE190             | 4 d'octubre de 2007    | Mount Lemmon         | Mt. Lemmon Survey      |
| 278468         | 2007 TP208             | 10 d'octubre de 2007   | Catalina             | CSS                    |
| 278469         | 2007 TA225             | 11 d'octubre de 2007   | Catalina             | CSS                    |
| 278470         | 2007 TN225             | 5 d'octubre de 2007    | Kitt Peak            | Spacewatch             |
| 278471         | 2007 TF242             | 8 d'octubre de 2007    | Catalina             | CSS                    |
| 278472         | 2007 TX251             | 12 d'octubre de 2007   | Anderson Mesa        | LONEOS                 |
| 278473         | 2007 TS269             | 9 d'octubre de 2007    | Kitt Peak            | Spacewatch             |
| 278474         | 2007 TS287             | 11 d'octubre de 2007   | Catalina             | CSS                    |
| 278475         | 2007 TF379             | 13 d'octubre de 2007   | Catalina             | CSS                    |
| 278476         | 2007 TT405             | 15 d'octubre de 2007   | Kitt Peak            | Spacewatch             |
| 278477         | 2007 TC413             | 15 d'octubre de 2007   | Anderson Mesa        | LONEOS                 |
| 278478         | 2007 TQ434             | 10 d'octubre de 2007   | Catalina             | CSS                    |
| 278479         | 2007 TG451             | 15 d'octubre de 2007   | Mount Lemmon         | Mt. Lemmon Survey      |
| 278480         | 2007 UU                | 17 d'octubre de 2007   | Mayhill              | A. Lowe                |
| 278481         | 2007 UK37              | 19 d'octubre de 2007   | Catalina             | CSS                    |
| 278482         | 2007 UF53              | 21 de juny de 2006     | Catalina             | CSS                    |
| 278483         | 2007 UA68              | 30 d'octubre de 2007   | Catalina             | CSS                    |
| 278484         | 2007 UT84              | 30 d'octubre de 2007   | Kitt Peak            | Spacewatch             |
| 278485         | 2007 UV95              | 30 d'octubre de 2007   | Mount Lemmon         | Mt. Lemmon Survey      |
| 278486         | 2007 UR136             | 19 d'octubre de 2007   | Catalina             | CSS                    |
| 278487         | 2007 VX65              | 2 de novembre de 2007  | Mount Lemmon         | Mt. Lemmon Survey      |
| 278488         | 2007 VW73              | 3 de novembre de 2007  | Kitt Peak            | Spacewatch             |
| 278489         | 2007 VU88              | 3 de novembre de 2007  | Socorro              | LINEAR                 |
| 278490         | 2007 VL118             | 4 de novembre de 2007  | Mount Lemmon         | Mt. Lemmon Survey      |
| 278491         | 2007 VQ148             | 5 de novembre de 2007  | Purple Mountain      | PMO NEO Survey Program |
| 278492         | 2007 VA238             | 12 de novembre de 2007 | Catalina             | CSS                    |
| 278493         | 2007 VZ251             | 12 de novembre de 2007 | Mount Lemmon         | Mt. Lemmon Survey      |
| 278494         | 2007 VT252             | 13 de novembre de 2007 | Mount Lemmon         | Mt. Lemmon Survey      |
| 278495         | 2007 VK332             | 7 de novembre de 2007  | Kitt Peak            | Spacewatch             |
| 278496         | 2007 WV8               | 18 de novembre de 2007 | Socorro              | LINEAR                 |
| 278497         | 2007 WV20              | 18 de novembre de 2007 | Mount Lemmon         | Mt. Lemmon Survey      |
| 278498         | 2007 XW57              | 5 de desembre de 2007  | Kitt Peak            | Spacewatch             |
| 278499         | 2007 YC11              | 17 de desembre de 2007 | Kitt Peak            | Spacewatch             |
| 278500         | 2007 YV54              | 31 de desembre de 2007 | Catalina             | CSS                    |

## 278501-278600
| Nom            | Designació provisional | Data de descobriment   | Lloc de descobriment | Descobridor/s             |
| -------------- | ---------------------- | ---------------------- | -------------------- | ------------------------- |
| 278501         | 2007 YA56              | 30 de desembre de 2007 | Catalina             | CSS                       |
| 278502         | 2008 AP1               | 6 de gener de 2008     | La Sagra             | La Sagra                  |
| 278503         | 2008 AN47              | 11 de gener de 2008    | Kitt Peak            | Spacewatch                |
| 278504         | 2008 AO74              | 11 de gener de 2008    | Catalina             | CSS                       |
| 278505         | 2008 AS132             | 17 de setembre de 1995 | Kitt Peak            | Spacewatch                |
| 278506         | 2008 BJ20              | 30 de gener de 2008    | Catalina             | CSS                       |
| 278507         | 2008 BA32              | 30 de gener de 2008    | Mount Lemmon         | Mt. Lemmon Survey         |
| 278508         | 2008 CU1               | 3 de febrer de 2008    | Bisei SG Center      | BATTeRS                   |
| 278509         | 2008 CX12              | 3 de febrer de 2008    | Kitt Peak            | Spacewatch                |
| 278510         | 2008 CT18              | 3 de febrer de 2008    | Kitt Peak            | Spacewatch                |
| 278511         | 2008 CB24              | 1 de febrer de 2008    | Kitt Peak            | Spacewatch                |
| 278512         | 2008 CL39              | 2 de febrer de 2008    | Mount Lemmon         | Mt. Lemmon Survey         |
| 278513 Schwope | 2008 CE120             | 14 de febrer de 2008   | Inastars             | B. Thinius                |
| 278514         | 2008 CG180             | 9 de febrer de 2008    | Catalina             | CSS                       |
| 278515         | 2008 CV199             | 13 de febrer de 2008   | Mount Lemmon         | Mt. Lemmon Survey         |
| 278516         | 2008 DP21              | 28 de febrer de 2008   | Catalina             | CSS                       |
| 278517         | 2008 DU25              | 29 de febrer de 2008   | Purple Mountain      | PMO NEO Survey Program    |
| 278518         | 2008 DK32              | 27 de febrer de 2008   | Kitt Peak            | Spacewatch                |
| 278519         | 2008 DC33              | 27 de febrer de 2008   | Kitt Peak            | Spacewatch                |
| 278520         | 2008 DY34              | 27 de febrer de 2008   | Kitt Peak            | Spacewatch                |
| 278521         | 2008 DP36              | 27 de febrer de 2008   | Mount Lemmon         | Mt. Lemmon Survey         |
| 278522         | 2008 DW46              | 28 de febrer de 2008   | Kitt Peak            | Spacewatch                |
| 278523         | 2008 DY46              | 28 de febrer de 2008   | Kitt Peak            | Spacewatch                |
| 278524         | 2008 DU48              | 29 de febrer de 2008   | Catalina             | CSS                       |
| 278525         | 2008 DJ67              | 29 de febrer de 2008   | Kitt Peak            | Spacewatch                |
| 278526         | 2008 DM68              | 29 de febrer de 2008   | Kitt Peak            | Spacewatch                |
| 278527         | 2008 DH85              | 18 de febrer de 2008   | Mount Lemmon         | Mt. Lemmon Survey         |
| 278528         | 2008 EM13              | 1 de març de 2008      | Kitt Peak            | Spacewatch                |
| 278529         | 2008 EM16              | 1 de març de 2008      | Kitt Peak            | Spacewatch                |
| 278530         | 2008 EY20              | 2 de març de 2008      | Kitt Peak            | Spacewatch                |
| 278531         | 2008 EJ32              | 8 de març de 2008      | Grove Creek          | F. Tozzi                  |
| 278532         | 2008 EC46              | 5 de març de 2008      | Kitt Peak            | Spacewatch                |
| 278533         | 2008 EP47              | 5 de març de 2008      | Mount Lemmon         | Mt. Lemmon Survey         |
| 278534         | 2008 EZ69              | 4 de març de 2008      | Mount Lemmon         | Mt. Lemmon Survey         |
| 278535         | 2008 EE72              | 6 de març de 2008      | Mount Lemmon         | Mt. Lemmon Survey         |
| 278536         | 2008 EC74              | 7 de març de 2008      | Kitt Peak            | Spacewatch                |
| 278537         | 2008 EX75              | 7 de març de 2008      | Kitt Peak            | Spacewatch                |
| 278538         | 2008 EZ81              | 4 de març de 2008      | Socorro              | LINEAR                    |
| 278539         | 2008 EF82              | 8 de març de 2008      | Socorro              | LINEAR                    |
| 278540         | 2008 EX87              | 10 de març de 2008     | Mount Lemmon         | Mt. Lemmon Survey         |
| 278541         | 2008 EA123             | 9 de març de 2008      | Kitt Peak            | Spacewatch                |
| 278542         | 2008 EB127             | 10 de març de 2008     | Kitt Peak            | Spacewatch                |
| 278543         | 2008 EJ151             | 2 de març de 2008      | Kitt Peak            | Spacewatch                |
| 278544         | 2008 ER166             | 6 de març de 2008      | Mount Lemmon         | Mt. Lemmon Survey         |
| 278545         | 2008 EM167             | 8 de març de 2008      | Socorro              | LINEAR                    |
| 278546         | 2008 FW3               | 25 de març de 2008     | Kitt Peak            | Spacewatch                |
| 278547         | 2008 FM8               | 25 de març de 2008     | Kitt Peak            | Spacewatch                |
| 278548         | 2008 FX27              | 27 de març de 2008     | Kitt Peak            | Spacewatch                |
| 278549         | 2008 FC34              | 28 de març de 2008     | Mount Lemmon         | Mt. Lemmon Survey         |
| 278550         | 2008 FZ48              | 28 de març de 2008     | Mount Lemmon         | Mt. Lemmon Survey         |
| 278551         | 2008 FC66              | 28 de març de 2008     | Mount Lemmon         | Mt. Lemmon Survey         |
| 278552         | 2008 FW67              | 28 de març de 2008     | Kitt Peak            | Spacewatch                |
| 278553         | 2008 FL96              | 29 de març de 2008     | Kitt Peak            | Spacewatch                |
| 278554         | 2008 FW109             | 31 de març de 2008     | Mount Lemmon         | Mt. Lemmon Survey         |
| 278555         | 2008 FB123             | 28 de març de 2008     | Mount Lemmon         | Mt. Lemmon Survey         |
| 278556         | 2008 FP137             | 31 de març de 2008     | Mount Lemmon         | Mt. Lemmon Survey         |
| 278557         | 2008 GM27              | 3 d'abril de 2008      | Kitt Peak            | Spacewatch                |
| 278558         | 2008 GF36              | 3 d'abril de 2008      | Kitt Peak            | Spacewatch                |
| 278559         | 2008 GN36              | 3 d'abril de 2008      | Kitt Peak            | Spacewatch                |
| 278560         | 2008 GH47              | 4 d'abril de 2008      | Kitt Peak            | Spacewatch                |
| 278561         | 2008 GA74              | 7 d'abril de 2008      | Kitt Peak            | Spacewatch                |
| 278562         | 2008 GN74              | 7 d'abril de 2008      | Kitt Peak            | Spacewatch                |
| 278563         | 2008 GH93              | 6 d'abril de 2008      | Catalina             | CSS                       |
| 278564         | 2008 GK97              | 8 d'abril de 2008      | Kitt Peak            | Spacewatch                |
| 278565         | 2008 GY126             | 14 d'abril de 2008     | Mount Lemmon         | Mt. Lemmon Survey         |
| 278566         | 2008 GZ127             | 14 d'abril de 2008     | Mount Lemmon         | Mt. Lemmon Survey         |
| 278567         | 2008 GP129             | 3 d'abril de 2008      | Mount Lemmon         | Mt. Lemmon Survey         |
| 278568         | 2008 GY137             | 10 d'abril de 2008     | Kitt Peak            | Spacewatch                |
| 278569         | 2008 GW144             | 5 d'abril de 2008      | Kitt Peak            | Spacewatch                |
| 278570         | 2008 HT8               | 24 d'abril de 2008     | Kitt Peak            | Spacewatch                |
| 278571         | 2008 HZ8               | 24 d'abril de 2008     | Kitt Peak            | Spacewatch                |
| 278572         | 2008 HB21              | 26 d'abril de 2008     | Kitt Peak            | Spacewatch                |
| 278573         | 2008 HF26              | 27 d'abril de 2008     | Kitt Peak            | Spacewatch                |
| 278574         | 2008 HW26              | 27 d'abril de 2008     | Mount Lemmon         | Mt. Lemmon Survey         |
| 278575         | 2008 HV35              | 29 d'abril de 2008     | Mount Lemmon         | Mt. Lemmon Survey         |
| 278576         | 2008 HS37              | 30 d'abril de 2008     | La Sagra             | La Sagra                  |
| 278577         | 2008 HG40              | 26 d'abril de 2008     | Mount Lemmon         | Mt. Lemmon Survey         |
| 278578         | 2008 HD62              | 30 d'abril de 2008     | Kitt Peak            | Spacewatch                |
| 278579         | 2008 HC66              | 28 d'abril de 2008     | Reedy Creek          | J. Broughton              |
| 278580         | 2008 JE5               | 3 de maig de 2008      | Kitt Peak            | Spacewatch                |
| 278581         | 2008 JL6               | 2 de maig de 2008      | Kitt Peak            | Spacewatch                |
| 278582         | 2008 JE15              | 5 de maig de 2008      | Vail-Jarnac          | Jarnac                    |
| 278583         | 2008 JD23              | 7 de maig de 2008      | Kitt Peak            | Spacewatch                |
| 278584         | 2008 JQ27              | 8 de maig de 2008      | Kitt Peak            | Spacewatch                |
| 278585         | 2008 KM26              | 29 de maig de 2008     | Kitt Peak            | Spacewatch                |
| 278586         | 2008 KW34              | 27 de maig de 2008     | Kitt Peak            | Spacewatch                |
| 278587         | 2008 KX42              | 30 de maig de 2008     | Mount Lemmon         | Mt. Lemmon Survey         |
| 278588         | 2008 LY16              | 8 de juny de 2008      | Cerro Burek          | Cerro Burek               |
| 278589         | 2008 NO                | 1 de juliol de 2008    | Kitt Peak            | Spacewatch                |
| 278590         | 2008 NA2               | 4 de juliol de 2008    | La Sagra             | La Sagra                  |
| 278591 Salò    | 2008 NZ3               | 15 de juliol de 2008   | Magasa               | M. Tonincelli, A. Stucchi |
| 278592         | 2008 NG5               | 3 de juliol de 2008    | Siding Spring        | Siding Spring Survey      |
| 278593         | 2008 OC                | 24 de juliol de 2008   | La Sagra             | La Sagra                  |
| 278594         | 2008 OT1               | 26 de juliol de 2008   | La Sagra             | La Sagra                  |
| 278595         | 2008 OB2               | 27 de juliol de 2008   | Skylive              | F. Tozzi                  |
| 278596         | 2008 OR2               | 27 de juliol de 2008   | La Sagra             | La Sagra                  |
| 278597         | 2008 OA21              | 29 de juliol de 2008   | Kitt Peak            | Spacewatch                |
| 278598         | 2008 OL21              | 30 de juliol de 2008   | Kitt Peak            | Spacewatch                |
| 278599         | 2008 OM23              | 29 de juliol de 2008   | Mount Lemmon         | Mt. Lemmon Survey         |
| 278600         | 2008 OZ24              | 28 de juliol de 2008   | Siding Spring        | Siding Spring Survey      |

## 278601-278700
| Nom              | Designació provisional | Data de descobriment   | Lloc de descobriment | Descobridor/s          |
| ---------------- | ---------------------- | ---------------------- | -------------------- | ---------------------- |
| 278601           | 2008 PV2               | 2 d'agost de 2008      | Reedy Creek          | J. Broughton           |
| 278602           | 2008 PG6               | 4 d'agost de 2008      | La Sagra             | La Sagra               |
| 278603           | 2008 PQ6               | 4 d'agost de 2008      | La Sagra             | La Sagra               |
| 278604           | 2008 PV6               | 5 d'agost de 2008      | Tiki                 | N. Teamo               |
| 278605           | 2008 PZ7               | 5 d'agost de 2008      | La Sagra             | La Sagra               |
| 278606           | 2008 PU9               | 7 d'agost de 2008      | Hibiscus             | S. F. Hoenig, N. Teamo |
| 278607           | 2008 PS11              | 9 d'agost de 2008      | Reedy Creek          | J. Broughton           |
| 278608           | 2008 PZ15              | 8 d'agost de 2008      | Reedy Creek          | J. Broughton           |
| 278609 Avrudenko | 2008 PP17              | 5 d'agost de 2008      | Andrushivka          | Andrushivka            |
| 278610           | 2008 PW19              | 7 d'agost de 2008      | Kitt Peak            | Spacewatch             |
| 278611           | 2008 QC5               | 22 d'agost de 2008     | Kitt Peak            | Spacewatch             |
| 278612           | 2008 QL5               | 22 d'agost de 2008     | Kitt Peak            | Spacewatch             |
| 278613           | 2008 QV5               | 24 d'agost de 2008     | La Sagra             | La Sagra               |
| 278614           | 2008 QC8               | 25 d'agost de 2008     | La Sagra             | La Sagra               |
| 278615           | 2008 QP8               | 25 d'agost de 2008     | La Sagra             | La Sagra               |
| 278616           | 2008 QQ9               | 25 d'agost de 2008     | La Sagra             | La Sagra               |
| 278617           | 2008 QV10              | 26 d'agost de 2008     | La Sagra             | La Sagra               |
| 278618           | 2008 QN12              | 26 d'agost de 2008     | La Sagra             | La Sagra               |
| 278619           | 2008 QB16              | 21 d'agost de 2008     | Kitt Peak            | Spacewatch             |
| 278620           | 2008 QM20              | 31 d'agost de 2008     | Great Shefford       | P. Birtwhistle         |
| 278621           | 2008 QU22              | 26 d'agost de 2008     | Socorro              | LINEAR                 |
| 278622           | 2008 QC25              | 31 d'agost de 2008     | Tiki                 | N. Teamo               |
| 278623           | 2008 QP28              | 31 d'agost de 2008     | La Sagra             | La Sagra               |
| 278624           | 2008 QX30              | 30 d'agost de 2008     | Socorro              | LINEAR                 |
| 278625           | 2008 QC40              | 27 d'agost de 2008     | Pises                | Pises                  |
| 278626           | 2008 QK40              | 31 d'agost de 2008     | Moletai              | Moletai                |
| 278627           | 2008 QW40              | 24 d'agost de 2008     | Kitt Peak            | Spacewatch             |
| 278628           | 2008 QZ40              | 20 d'agost de 2008     | Kitt Peak            | Spacewatch             |
| 278629           | 2008 QH43              | 21 d'agost de 2008     | Kitt Peak            | Spacewatch             |
| 278630           | 2008 QV44              | 24 d'agost de 2008     | Socorro              | LINEAR                 |
| 278631           | 2008 QR45              | 23 d'agost de 2008     | Socorro              | LINEAR                 |
| 278632           | 2008 QO47              | 23 d'agost de 2008     | Kitt Peak            | Spacewatch             |
| 278633           | 2008 QU47              | 23 d'agost de 2008     | Kitt Peak            | Spacewatch             |
| 278634           | 2008 RJ                | 1 de setembre de 2008  | Hibiscus             | S. F. Hoenig, N. Teamo |
| 278635           | 2008 RQ1               | 3 de setembre de 2008  | Kachina              | J. Hobart              |
| 278636           | 2008 RX1               | 2 de setembre de 2008  | Kitt Peak            | Spacewatch             |
| 278637           | 2008 RF2               | 2 de setembre de 2008  | Kitt Peak            | Spacewatch             |
| 278638           | 2008 RD3               | 2 de setembre de 2008  | Kitt Peak            | Spacewatch             |
| 278639           | 2008 RG5               | 2 de setembre de 2008  | Kitt Peak            | Spacewatch             |
| 278640           | 2008 RZ5               | 2 de setembre de 2008  | Moletai              | Moletai                |
| 278641           | 2008 RF17              | 4 de setembre de 2008  | Kitt Peak            | Spacewatch             |
| 278642           | 2008 RH17              | 4 de setembre de 2008  | Kitt Peak            | Spacewatch             |
| 278643           | 2008 RL19              | 4 de setembre de 2008  | Kitt Peak            | Spacewatch             |
| 278644           | 2008 RK21              | 4 de setembre de 2008  | Kitt Peak            | Spacewatch             |
| 278645           | 2008 RQ22              | 4 de setembre de 2008  | Andrushivka          | Andrushivka            |
| 278646           | 2008 RH24              | 5 de setembre de 2008  | Socorro              | LINEAR                 |
| 278647           | 2008 RN36              | 2 de setembre de 2008  | Kitt Peak            | Spacewatch             |
| 278648           | 2008 RY37              | 2 de setembre de 2008  | Kitt Peak            | Spacewatch             |
| 278649           | 2008 RE40              | 2 de setembre de 2008  | Kitt Peak            | Spacewatch             |
| 278650           | 2008 RX41              | 2 de setembre de 2008  | Kitt Peak            | Spacewatch             |
| 278651           | 2008 RY41              | 2 de setembre de 2008  | Kitt Peak            | Spacewatch             |
| 278652           | 2008 RV42              | 2 de setembre de 2008  | Kitt Peak            | Spacewatch             |
| 278653           | 2008 RL44              | 2 de setembre de 2008  | Kitt Peak            | Spacewatch             |
| 278654           | 2008 RS44              | 2 de setembre de 2008  | Kitt Peak            | Spacewatch             |
| 278655           | 2008 RD45              | 2 de setembre de 2008  | Kitt Peak            | Spacewatch             |
| 278656           | 2008 RR46              | 2 de setembre de 2008  | Kitt Peak            | Spacewatch             |
| 278657           | 2008 RX53              | 3 de setembre de 2008  | Kitt Peak            | Spacewatch             |
| 278658           | 2008 RC54              | 3 de setembre de 2008  | Kitt Peak            | Spacewatch             |
| 278659           | 2008 RT64              | 4 de setembre de 2008  | Kitt Peak            | Spacewatch             |
| 278660           | 2008 RY65              | 4 de setembre de 2008  | Kitt Peak            | Spacewatch             |
| 278661           | 2008 RO68              | 4 de setembre de 2008  | Kitt Peak            | Spacewatch             |
| 278662           | 2008 RU68              | 4 de setembre de 2008  | Kitt Peak            | Spacewatch             |
| 278663           | 2008 RV68              | 4 de setembre de 2008  | Kitt Peak            | Spacewatch             |
| 278664           | 2008 RU71              | 6 de setembre de 2008  | Catalina             | CSS                    |
| 278665           | 2008 RV78              | 9 de setembre de 2008  | Bergisch Gladbac     | W. Bickel              |
| 278666           | 2008 RX79              | 5 de setembre de 2008  | Kitt Peak            | Spacewatch             |
| 278667           | 2008 RM86              | 5 de setembre de 2008  | Kitt Peak            | Spacewatch             |
| 278668           | 2008 RS87              | 5 de setembre de 2008  | Kitt Peak            | Spacewatch             |
| 278669           | 2008 RG91              | 6 de setembre de 2008  | Mount Lemmon         | Mt. Lemmon Survey      |
| 278670           | 2008 RN91              | 6 de setembre de 2008  | Kitt Peak            | Spacewatch             |
| 278671           | 2008 RN93              | 6 de setembre de 2008  | Kitt Peak            | Spacewatch             |
| 278672           | 2008 RO93              | 6 de setembre de 2008  | Kitt Peak            | Spacewatch             |
| 278673           | 2008 RZ93              | 6 de setembre de 2008  | Kitt Peak            | Spacewatch             |
| 278674           | 2008 RA94              | 6 de setembre de 2008  | Kitt Peak            | Spacewatch             |
| 278675           | 2008 RT95              | 7 de setembre de 2008  | Catalina             | CSS                    |
| 278676           | 2008 RU96              | 7 de setembre de 2008  | Mount Lemmon         | Mt. Lemmon Survey      |
| 278677           | 2008 RG100             | 2 de setembre de 2008  | Kitt Peak            | Spacewatch             |
| 278678           | 2008 RQ100             | 4 de setembre de 2008  | Kitt Peak            | Spacewatch             |
| 278679           | 2008 RY105             | 6 de setembre de 2008  | Mount Lemmon         | Mt. Lemmon Survey      |
| 278680           | 2008 RU106             | 7 de setembre de 2008  | Mount Lemmon         | Mt. Lemmon Survey      |
| 278681           | 2008 RW106             | 7 de setembre de 2008  | Catalina             | CSS                    |
| 278682           | 2008 RP107             | 8 de setembre de 2008  | Kitt Peak            | Spacewatch             |
| 278683           | 2008 RX109             | 3 de setembre de 2008  | Kitt Peak            | Spacewatch             |
| 278684           | 2008 RQ111             | 4 de setembre de 2008  | Kitt Peak            | Spacewatch             |
| 278685           | 2008 RL115             | 7 de setembre de 2008  | Mount Lemmon         | Mt. Lemmon Survey      |
| 278686           | 2008 RN115             | 7 de setembre de 2008  | Mount Lemmon         | Mt. Lemmon Survey      |
| 278687           | 2008 RG116             | 7 de setembre de 2008  | Catalina             | CSS                    |
| 278688           | 2008 RL117             | 9 de setembre de 2008  | Mount Lemmon         | Mt. Lemmon Survey      |
| 278689           | 2008 RU117             | 9 de setembre de 2008  | Kitt Peak            | Spacewatch             |
| 278690           | 2008 RZ118             | 12 de setembre de 2008 | Piszkesteto          | K. Sarneczky           |
| 278691           | 2008 RL120             | 6 de setembre de 2008  | Kitt Peak            | Spacewatch             |
| 278692           | 2008 RS120             | 5 de setembre de 2008  | La Sagra             | La Sagra               |
| 278693           | 2008 RV128             | 2 de setembre de 2008  | Kitt Peak            | Spacewatch             |
| 278694           | 2008 RO130             | 6 de setembre de 2008  | Siding Spring        | Siding Spring Survey   |
| 278695           | 2008 RQ130             | 7 de setembre de 2008  | Mount Lemmon         | Mt. Lemmon Survey      |
| 278696           | 2008 RX131             | 4 de setembre de 2008  | La Sagra             | La Sagra               |
| 278697           | 2008 RG136             | 4 de setembre de 2008  | Socorro              | LINEAR                 |
| 278698           | 2008 RH139             | 7 de setembre de 2008  | Socorro              | LINEAR                 |
| 278699           | 2008 RP139             | 7 de setembre de 2008  | Mount Lemmon         | Mt. Lemmon Survey      |
| 278700           | 2008 RB140             | 7 de setembre de 2008  | Mount Lemmon         | Mt. Lemmon Survey      |

## 278701-278800
| Nom    | Designació provisional | Data de descobriment   | Lloc de descobriment | Descobridor/s     |
| ------ | ---------------------- | ---------------------- | -------------------- | ----------------- |
| 278701 | 2008 RK141             | 4 de setembre de 2008  | Socorro              | LINEAR            |
| 278702 | 2008 RH143             | 3 de setembre de 2008  | Kitt Peak            | Spacewatch        |
| 278703 | 2008 RP143             | 6 de setembre de 2008  | Kitt Peak            | Spacewatch        |
| 278704 | 2008 SR3               | 22 de setembre de 2008 | Socorro              | LINEAR            |
| 278705 | 2008 SV17              | 19 de setembre de 2008 | Kitt Peak            | Spacewatch        |
| 278706 | 2008 SF21              | 19 de setembre de 2008 | Kitt Peak            | Spacewatch        |
| 278707 | 2008 SX26              | 19 de setembre de 2008 | Kitt Peak            | Spacewatch        |
| 278708 | 2008 SQ27              | 19 de setembre de 2008 | Kitt Peak            | Spacewatch        |
| 278709 | 2008 SK30              | 20 de setembre de 2008 | Catalina             | CSS               |
| 278710 | 2008 SQ30              | 20 de setembre de 2008 | Kitt Peak            | Spacewatch        |
| 278711 | 2008 SC32              | 20 de setembre de 2008 | Kitt Peak            | Spacewatch        |
| 278712 | 2008 SE36              | 20 de setembre de 2008 | Kitt Peak            | Spacewatch        |
| 278713 | 2008 SY38              | 20 de setembre de 2008 | Kitt Peak            | Spacewatch        |
| 278714 | 2008 SE39              | 20 de setembre de 2008 | Kitt Peak            | Spacewatch        |
| 278715 | 2008 SR39              | 20 de setembre de 2008 | Kitt Peak            | Spacewatch        |
| 278716 | 2008 SX39              | 20 de setembre de 2008 | Kitt Peak            | Spacewatch        |
| 278717 | 2008 SO44              | 20 de setembre de 2008 | Kitt Peak            | Spacewatch        |
| 278718 | 2008 SO46              | 20 de setembre de 2008 | Kitt Peak            | Spacewatch        |
| 278719 | 2008 SB50              | 20 de setembre de 2008 | Mount Lemmon         | Mt. Lemmon Survey |
| 278720 | 2008 SS55              | 20 de setembre de 2008 | Mount Lemmon         | Mt. Lemmon Survey |
| 278721 | 2008 SV55              | 20 de setembre de 2008 | Kitt Peak            | Spacewatch        |
| 278722 | 2008 SJ61              | 21 de setembre de 2008 | Kitt Peak            | Spacewatch        |
| 278723 | 2008 SX61              | 21 de setembre de 2008 | Kitt Peak            | Spacewatch        |
| 278724 | 2008 SZ61              | 21 de setembre de 2008 | Kitt Peak            | Spacewatch        |
| 278725 | 2008 SN64              | 21 de setembre de 2008 | Catalina             | CSS               |
| 278726 | 2008 SF65              | 21 de setembre de 2008 | Catalina             | CSS               |
| 278727 | 2008 SV67              | 21 de setembre de 2008 | Catalina             | CSS               |
| 278728 | 2008 SO68              | 21 de setembre de 2008 | Catalina             | CSS               |
| 278729 | 2008 SJ70              | 22 de setembre de 2008 | Kitt Peak            | Spacewatch        |
| 278730 | 2008 SZ70              | 22 de setembre de 2008 | Kitt Peak            | Spacewatch        |
| 278731 | 2008 SG71              | 22 de setembre de 2008 | Mount Lemmon         | Mt. Lemmon Survey |
| 278732 | 2008 SJ71              | 22 de setembre de 2008 | Kitt Peak            | Spacewatch        |
| 278733 | 2008 SR72              | 22 de setembre de 2008 | Kitt Peak            | Spacewatch        |
| 278734 | 2008 SN82              | 23 de setembre de 2008 | Wrightwood           | J. W. Young       |
| 278735 | 2008 SG83              | 27 de setembre de 2008 | Vallemare Borbon     | V. S. Casulli     |
| 278736 | 2008 SX84              | 28 de setembre de 2008 | Wrightwood           | J. W. Young       |
| 278737 | 2008 SR86              | 20 de setembre de 2008 | Kitt Peak            | Spacewatch        |
| 278738 | 2008 SA87              | 20 de setembre de 2008 | Kitt Peak            | Spacewatch        |
| 278739 | 2008 SD91              | 21 de setembre de 2008 | Kitt Peak            | Spacewatch        |
| 278740 | 2008 SP92              | 21 de setembre de 2008 | Kitt Peak            | Spacewatch        |
| 278741 | 2008 SM94              | 21 de setembre de 2008 | Mount Lemmon         | Mt. Lemmon Survey |
| 278742 | 2008 ST94              | 21 de setembre de 2008 | Kitt Peak            | Spacewatch        |
| 278743 | 2008 SW95              | 21 de setembre de 2008 | Kitt Peak            | Spacewatch        |
| 278744 | 2008 SX95              | 21 de setembre de 2008 | Kitt Peak            | Spacewatch        |
| 278745 | 2008 SL96              | 21 de setembre de 2008 | Kitt Peak            | Spacewatch        |
| 278746 | 2008 SZ98              | 21 de setembre de 2008 | Kitt Peak            | Spacewatch        |
| 278747 | 2008 SS100             | 21 de setembre de 2008 | Kitt Peak            | Spacewatch        |
| 278748 | 2008 SP101             | 21 de setembre de 2008 | Kitt Peak            | Spacewatch        |
| 278749 | 2008 SJ102             | 21 de setembre de 2008 | Kitt Peak            | Spacewatch        |
| 278750 | 2008 SM103             | 21 de setembre de 2008 | Mount Lemmon         | Mt. Lemmon Survey |
| 278751 | 2008 SH106             | 21 de setembre de 2008 | Kitt Peak            | Spacewatch        |
| 278752 | 2008 SU107             | 22 de setembre de 2008 | Kitt Peak            | Spacewatch        |
| 278753 | 2008 SB108             | 22 de setembre de 2008 | Mount Lemmon         | Mt. Lemmon Survey |
| 278754 | 2008 SG108             | 22 de setembre de 2008 | Mount Lemmon         | Mt. Lemmon Survey |
| 278755 | 2008 SG111             | 22 de setembre de 2008 | Kitt Peak            | Spacewatch        |
| 278756 | 2008 SP117             | 22 de setembre de 2008 | Mount Lemmon         | Mt. Lemmon Survey |
| 278757 | 2008 SJ120             | 22 de setembre de 2008 | Mount Lemmon         | Mt. Lemmon Survey |
| 278758 | 2008 SC122             | 22 de setembre de 2008 | Mount Lemmon         | Mt. Lemmon Survey |
| 278759 | 2008 SL122             | 22 de setembre de 2008 | Mount Lemmon         | Mt. Lemmon Survey |
| 278760 | 2008 SN125             | 22 de setembre de 2008 | Mount Lemmon         | Mt. Lemmon Survey |
| 278761 | 2008 SY126             | 22 de setembre de 2008 | Kitt Peak            | Spacewatch        |
| 278762 | 2008 SV136             | 23 de setembre de 2008 | Kitt Peak            | Spacewatch        |
| 278763 | 2008 SD138             | 23 de setembre de 2008 | Kitt Peak            | Spacewatch        |
| 278764 | 2008 SY138             | 23 de setembre de 2008 | Kitt Peak            | Spacewatch        |
| 278765 | 2008 SW143             | 24 de setembre de 2008 | Mount Lemmon         | Mt. Lemmon Survey |
| 278766 | 2008 SY143             | 24 de setembre de 2008 | Mount Lemmon         | Mt. Lemmon Survey |
| 278767 | 2008 SJ149             | 23 de setembre de 2008 | Kitt Peak            | Spacewatch        |
| 278768 | 2008 SY149             | 29 de setembre de 2008 | Dauban               | F. Kugel          |
| 278769 | 2008 SR153             | 22 de setembre de 2008 | Socorro              | LINEAR            |
| 278770 | 2008 SS154             | 22 de setembre de 2008 | Socorro              | LINEAR            |
| 278771 | 2008 SD155             | 23 de setembre de 2008 | Socorro              | LINEAR            |
| 278772 | 2008 SL156             | 23 de setembre de 2008 | Socorro              | LINEAR            |
| 278773 | 2008 SN156             | 23 de setembre de 2008 | Socorro              | LINEAR            |
| 278774 | 2008 SP156             | 24 de setembre de 2008 | Socorro              | LINEAR            |
| 278775 | 2008 SA157             | 3 de setembre de 2008  | Kitt Peak            | Spacewatch        |
| 278776 | 2008 SR158             | 24 de setembre de 2008 | Socorro              | LINEAR            |
| 278777 | 2008 SQ161             | 28 de setembre de 2008 | Socorro              | LINEAR            |
| 278778 | 2008 SX163             | 28 de setembre de 2008 | Socorro              | LINEAR            |
| 278779 | 2008 SC164             | 28 de setembre de 2008 | Socorro              | LINEAR            |
| 278780 | 2008 SN171             | 21 de setembre de 2008 | Mount Lemmon         | Mt. Lemmon Survey |
| 278781 | 2008 SD176             | 23 de setembre de 2008 | Kitt Peak            | Spacewatch        |
| 278782 | 2008 SY182             | 24 de setembre de 2008 | Mount Lemmon         | Mt. Lemmon Survey |
| 278783 | 2008 SS183             | 24 de setembre de 2008 | Kitt Peak            | Spacewatch        |
| 278784 | 2008 SM184             | 24 de setembre de 2008 | Mount Lemmon         | Mt. Lemmon Survey |
| 278785 | 2008 SU186             | 25 de setembre de 2008 | Kitt Peak            | Spacewatch        |
| 278786 | 2008 SF190             | 25 de setembre de 2008 | Kitt Peak            | Spacewatch        |
| 278787 | 2008 SW190             | 25 de setembre de 2008 | Mount Lemmon         | Mt. Lemmon Survey |
| 278788 | 2008 SF191             | 25 de setembre de 2008 | Mount Lemmon         | Mt. Lemmon Survey |
| 278789 | 2008 SC196             | 25 de setembre de 2008 | Kitt Peak            | Spacewatch        |
| 278790 | 2008 SX196             | 25 de setembre de 2008 | Kitt Peak            | Spacewatch        |
| 278791 | 2008 SL198             | 25 de setembre de 2008 | Kitt Peak            | Spacewatch        |
| 278792 | 2008 SK202             | 26 de setembre de 2008 | Kitt Peak            | Spacewatch        |
| 278793 | 2008 SA204             | 26 de setembre de 2008 | Kitt Peak            | Spacewatch        |
| 278794 | 2008 SW207             | 27 de setembre de 2008 | Catalina             | CSS               |
| 278795 | 2008 SC210             | 28 de setembre de 2008 | Junk Bond            | D. Healy          |
| 278796 | 2008 SN218             | 29 de setembre de 2008 | Hibiscus             | N. Teamo          |
| 278797 | 2008 SS218             | 30 de setembre de 2008 | La Sagra             | La Sagra          |
| 278798 | 2008 SE229             | 28 de setembre de 2008 | Mount Lemmon         | Mt. Lemmon Survey |
| 278799 | 2008 SY232             | 28 de setembre de 2008 | Mount Lemmon         | Mt. Lemmon Survey |
| 278800 | 2008 ST233             | 28 de setembre de 2008 | Mount Lemmon         | Mt. Lemmon Survey |

## 278801-278900
| Nom    | Designació provisional | Data de descobriment   | Lloc de descobriment | Descobridor/s     |
| ------ | ---------------------- | ---------------------- | -------------------- | ----------------- |
| 278801 | 2008 SJ235             | 28 de setembre de 2008 | Mount Lemmon         | Mt. Lemmon Survey |
| 278802 | 2008 SK238             | 29 de setembre de 2008 | Kitt Peak            | Spacewatch        |
| 278803 | 2008 ST238             | 20 de desembre de 2004 | Mount Lemmon         | Mt. Lemmon Survey |
| 278804 | 2008 SM241             | 29 de setembre de 2008 | Catalina             | CSS               |
| 278805 | 2008 SX242             | 29 de setembre de 2008 | Kitt Peak            | Spacewatch        |
| 278806 | 2008 SC244             | 24 de setembre de 2008 | Kitt Peak            | Spacewatch        |
| 278807 | 2008 SQ244             | 29 de setembre de 2008 | Goodricke-Pigott     | R. A. Tucker      |
| 278808 | 2008 SY244             | 29 de setembre de 2008 | Catalina             | CSS               |
| 278809 | 2008 SS246             | 30 de setembre de 2008 | La Sagra             | La Sagra          |
| 278810 | 2008 SH248             | 20 de setembre de 2008 | Kitt Peak            | Spacewatch        |
| 278811 | 2008 SW248             | 21 de setembre de 2008 | Catalina             | CSS               |
| 278812 | 2008 SG253             | 21 de setembre de 2008 | Kitt Peak            | Spacewatch        |
| 278813 | 2008 SV253             | 22 de setembre de 2008 | Kitt Peak            | Spacewatch        |
| 278814 | 2008 SC255             | 23 de setembre de 2008 | Mount Lemmon         | Mt. Lemmon Survey |
| 278815 | 2008 SO255             | 25 de setembre de 2008 | Kitt Peak            | Spacewatch        |
| 278816 | 2008 SQ255             | 25 de setembre de 2008 | Kitt Peak            | Spacewatch        |
| 278817 | 2008 SD256             | 20 de setembre de 2008 | Kitt Peak            | Spacewatch        |
| 278818 | 2008 SL257             | 22 de setembre de 2008 | Mount Lemmon         | Mt. Lemmon Survey |
| 278819 | 2008 SS258             | 22 de setembre de 2008 | Catalina             | CSS               |
| 278820 | 2008 SL261             | 23 de setembre de 2008 | Kitt Peak            | Spacewatch        |
| 278821 | 2008 ST261             | 24 de setembre de 2008 | Catalina             | CSS               |
| 278822 | 2008 SF262             | 24 de setembre de 2008 | Kitt Peak            | Spacewatch        |
| 278823 | 2008 SZ263             | 24 de setembre de 2008 | Mount Lemmon         | Mt. Lemmon Survey |
| 278824 | 2008 SF266             | 24 de setembre de 2008 | Kitt Peak            | Spacewatch        |
| 278825 | 2008 SS268             | 29 de setembre de 2008 | Catalina             | CSS               |
| 278826 | 2008 SY268             | 30 de setembre de 2008 | Catalina             | CSS               |
| 278827 | 2008 SV269             | 22 de setembre de 2008 | Mount Lemmon         | Mt. Lemmon Survey |
| 278828 | 2008 SA272             | 29 de setembre de 2008 | Catalina             | CSS               |
| 278829 | 2008 SV272             | 24 de setembre de 2008 | Mount Lemmon         | Mt. Lemmon Survey |
| 278830 | 2008 SB273             | 29 de setembre de 2008 | Catalina             | CSS               |
| 278831 | 2008 SS285             | 21 de setembre de 2008 | Kitt Peak            | Spacewatch        |
| 278832 | 2008 ST286             | 22 de setembre de 2008 | Catalina             | CSS               |
| 278833 | 2008 SN287             | 23 de setembre de 2008 | Kitt Peak            | Spacewatch        |
| 278834 | 2008 SR288             | 24 de setembre de 2008 | Mount Lemmon         | Mt. Lemmon Survey |
| 278835 | 2008 SB289             | 25 de setembre de 2008 | Kitt Peak            | Spacewatch        |
| 278836 | 2008 SC289             | 25 de setembre de 2008 | Kitt Peak            | Spacewatch        |
| 278837 | 2008 SQ295             | 27 de setembre de 2008 | Catalina             | CSS               |
| 278838 | 2008 ST300             | 23 de setembre de 2008 | Socorro              | LINEAR            |
| 278839 | 2008 SL301             | 23 de setembre de 2008 | Socorro              | LINEAR            |
| 278840 | 2008 SE303             | 24 de setembre de 2008 | Socorro              | LINEAR            |
| 278841 | 2008 SH304             | 24 de setembre de 2008 | Mount Lemmon         | Mt. Lemmon Survey |
| 278842 | 2008 SJ304             | 24 de setembre de 2008 | Mount Lemmon         | Mt. Lemmon Survey |
| 278843 | 2008 SV305             | 28 de setembre de 2008 | Socorro              | LINEAR            |
| 278844 | 2008 SE308             | 29 de setembre de 2008 | Mount Lemmon         | Mt. Lemmon Survey |
| 278845 | 2008 SV308             | 22 de setembre de 2008 | Socorro              | LINEAR            |
| 278846 | 2008 SH309             | 23 de setembre de 2008 | Socorro              | LINEAR            |
| 278847 | 2008 TX1               | 3 d'octubre de 2008    | Cordell-Lorenz       | D. T. Durig       |
| 278848 | 2008 TX2               | 4 d'octubre de 2008    | Cordell-Lorenz       | D. T. Durig       |
| 278849 | 2008 TU5               | 2 d'octubre de 2008    | La Sagra             | La Sagra          |
| 278850 | 2008 TU7               | 4 d'octubre de 2008    | La Sagra             | La Sagra          |
| 278851 | 2008 TV8               | 5 d'octubre de 2008    | Hibiscus             | N. Teamo          |
| 278852 | 2008 TM16              | 1 d'octubre de 2008    | Catalina             | CSS               |
| 278853 | 2008 TG17              | 1 d'octubre de 2008    | Mount Lemmon         | Mt. Lemmon Survey |
| 278854 | 2008 TS20              | 1 d'octubre de 2008    | Mount Lemmon         | Mt. Lemmon Survey |
| 278855 | 2008 TX21              | 1 d'octubre de 2008    | Mount Lemmon         | Mt. Lemmon Survey |
| 278856 | 2008 TZ22              | 2 d'octubre de 2008    | Kitt Peak            | Spacewatch        |
| 278857 | 2008 TY24              | 2 d'octubre de 2008    | Mount Lemmon         | Mt. Lemmon Survey |
| 278858 | 2008 TW27              | 1 d'octubre de 2008    | La Sagra             | La Sagra          |
| 278859 | 2008 TL29              | 1 d'octubre de 2008    | Mount Lemmon         | Mt. Lemmon Survey |
| 278860 | 2008 TN29              | 1 d'octubre de 2008    | Catalina             | CSS               |
| 278861 | 2008 TR30              | 1 d'octubre de 2008    | Kitt Peak            | Spacewatch        |
| 278862 | 2008 TG33              | 1 d'octubre de 2008    | Kitt Peak            | Spacewatch        |
| 278863 | 2008 TO35              | 1 d'octubre de 2008    | Mount Lemmon         | Mt. Lemmon Survey |
| 278864 | 2008 TT38              | 1 d'octubre de 2008    | Kitt Peak            | Spacewatch        |
| 278865 | 2008 TW44              | 1 d'octubre de 2008    | Mount Lemmon         | Mt. Lemmon Survey |
| 278866 | 2008 TP49              | 2 d'octubre de 2008    | Kitt Peak            | Spacewatch        |
| 278867 | 2008 TR53              | 2 d'octubre de 2008    | Kitt Peak            | Spacewatch        |
| 278868 | 2008 TT56              | 2 d'octubre de 2008    | Kitt Peak            | Spacewatch        |
| 278869 | 2008 TD57              | 2 d'octubre de 2008    | Kitt Peak            | Spacewatch        |
| 278870 | 2008 TX57              | 2 d'octubre de 2008    | Kitt Peak            | Spacewatch        |
| 278871 | 2008 TC58              | 2 d'octubre de 2008    | Kitt Peak            | Spacewatch        |
| 278872 | 2008 TG62              | 2 d'octubre de 2008    | Kitt Peak            | Spacewatch        |
| 278873 | 2008 TH62              | 2 d'octubre de 2008    | Kitt Peak            | Spacewatch        |
| 278874 | 2008 TS62              | 2 d'octubre de 2008    | Kitt Peak            | Spacewatch        |
| 278875 | 2008 TC63              | 2 d'octubre de 2008    | Catalina             | CSS               |
| 278876 | 2008 TM64              | 2 d'octubre de 2008    | Kitt Peak            | Spacewatch        |
| 278877 | 2008 TA68              | 2 d'octubre de 2008    | Kitt Peak            | Spacewatch        |
| 278878 | 2008 TS69              | 2 d'octubre de 2008    | Kitt Peak            | Spacewatch        |
| 278879 | 2008 TF71              | 2 d'octubre de 2008    | Kitt Peak            | Spacewatch        |
| 278880 | 2008 TX73              | 2 d'octubre de 2008    | Kitt Peak            | Spacewatch        |
| 278881 | 2008 TC76              | 3 de setembre de 2008  | Kitt Peak            | Spacewatch        |
| 278882 | 2008 TH77              | 2 d'octubre de 2008    | Mount Lemmon         | Mt. Lemmon Survey |
| 278883 | 2008 TL78              | 2 d'octubre de 2008    | Mount Lemmon         | Mt. Lemmon Survey |
| 278884 | 2008 TF79              | 2 d'octubre de 2008    | Mount Lemmon         | Mt. Lemmon Survey |
| 278885 | 2008 TF82              | 2 d'octubre de 2008    | La Sagra             | La Sagra          |
| 278886 | 2008 TD84              | 3 d'octubre de 2008    | Kitt Peak            | Spacewatch        |
| 278887 | 2008 TA86              | 3 d'octubre de 2008    | Mount Lemmon         | Mt. Lemmon Survey |
| 278888 | 2008 TP87              | 3 d'octubre de 2008    | Kitt Peak            | Spacewatch        |
| 278889 | 2008 TC88              | 3 d'octubre de 2008    | Kitt Peak            | Spacewatch        |
| 278890 | 2008 TK88              | 3 d'octubre de 2008    | Kitt Peak            | Spacewatch        |
| 278891 | 2008 TL94              | 31 de gener de 2006    | Kitt Peak            | Spacewatch        |
| 278892 | 2008 TZ103             | 6 d'octubre de 2008    | Kitt Peak            | Spacewatch        |
| 278893 | 2008 TV104             | 6 d'octubre de 2008    | Kitt Peak            | Spacewatch        |
| 278894 | 2008 TD108             | 6 d'octubre de 2008    | Mount Lemmon         | Mt. Lemmon Survey |
| 278895 | 2008 TG108             | 6 d'octubre de 2008    | Mount Lemmon         | Mt. Lemmon Survey |
| 278896 | 2008 TL108             | 6 d'octubre de 2008    | Mount Lemmon         | Mt. Lemmon Survey |
| 278897 | 2008 TO108             | 6 d'octubre de 2008    | Mount Lemmon         | Mt. Lemmon Survey |
| 278898 | 2008 TU111             | 6 d'octubre de 2008    | Catalina             | CSS               |
| 278899 | 2008 TO113             | 6 d'octubre de 2008    | Kitt Peak            | Spacewatch        |
| 278900 | 2008 TK114             | 6 d'octubre de 2008    | Kitt Peak            | Spacewatch        |

## 278901-279000
| Nom               | Designació provisional | Data de descobriment | Lloc de descobriment | Descobridor/s            |
| ----------------- | ---------------------- | -------------------- | -------------------- | ------------------------ |
| 278901            | 2008 TC115             | 6 d'octubre de 2008  | Catalina             | CSS                      |
| 278902            | 2008 TV118             | 7 d'octubre de 2008  | Kitt Peak            | Spacewatch               |
| 278903            | 2008 TX123             | 8 d'octubre de 2008  | Mount Lemmon         | Mt. Lemmon Survey        |
| 278904            | 2008 TV129             | 8 d'octubre de 2008  | Mount Lemmon         | Mt. Lemmon Survey        |
| 278905            | 2008 TF130             | 8 d'octubre de 2008  | Mount Lemmon         | Mt. Lemmon Survey        |
| 278906            | 2008 TB144             | 9 d'octubre de 2008  | Mount Lemmon         | Mt. Lemmon Survey        |
| 278907            | 2008 TQ144             | 9 d'octubre de 2008  | Mount Lemmon         | Mt. Lemmon Survey        |
| 278908            | 2008 TW145             | 9 d'octubre de 2008  | Mount Lemmon         | Mt. Lemmon Survey        |
| 278909            | 2008 TG147             | 9 d'octubre de 2008  | Mount Lemmon         | Mt. Lemmon Survey        |
| 278910            | 2008 TP148             | 9 d'octubre de 2008  | Mount Lemmon         | Mt. Lemmon Survey        |
| 278911            | 2008 TG149             | 9 d'octubre de 2008  | Mount Lemmon         | Mt. Lemmon Survey        |
| 278912            | 2008 TN149             | 9 d'octubre de 2008  | Mount Lemmon         | Mt. Lemmon Survey        |
| 278913            | 2008 TQ150             | 9 d'octubre de 2008  | Mount Lemmon         | Mt. Lemmon Survey        |
| 278914            | 2008 TJ156             | 9 d'octubre de 2008  | Kitt Peak            | Spacewatch               |
| 278915            | 2008 TN157             | 4 d'octubre de 2008  | Catalina             | CSS                      |
| 278916            | 2008 TU157             | 4 d'octubre de 2008  | Catalina             | CSS                      |
| 278917            | 2008 TG163             | 1 d'octubre de 2008  | Catalina             | CSS                      |
| 278918            | 2008 TC164             | 1 d'octubre de 2008  | Catalina             | CSS                      |
| 278919            | 2008 TL164             | 1 d'octubre de 2008  | Catalina             | CSS                      |
| 278920            | 2008 TW165             | 6 d'octubre de 2008  | Mount Lemmon         | Mt. Lemmon Survey        |
| 278921            | 2008 TK172             | 2 d'octubre de 2008  | Mount Lemmon         | Mt. Lemmon Survey        |
| 278922            | 2008 TZ176             | 1 d'octubre de 2008  | Catalina             | CSS                      |
| 278923            | 2008 TO182             | 1 d'octubre de 2008  | Mount Lemmon         | Mt. Lemmon Survey        |
| 278924            | 2008 TY183             | 3 d'octubre de 2008  | Socorro              | LINEAR                   |
| 278925            | 2008 TE185             | 6 d'octubre de 2008  | Mount Lemmon         | Mt. Lemmon Survey        |
| 278926            | 2008 TM185             | 6 d'octubre de 2008  | Mount Lemmon         | Mt. Lemmon Survey        |
| 278927            | 2008 UJ3               | 21 d'octubre de 2008 | Needville            | J. Dellinger, M. Eastman |
| 278928            | 2008 UW4               | 25 d'octubre de 2008 | Sierra Stars         | F. Tozzi                 |
| 278929            | 2008 UH7               | 27 d'octubre de 2008 | Catalina             | CSS                      |
| 278930            | 2008 UO7               | 26 d'octubre de 2008 | Bisei SG Center      | BATTeRS                  |
| 278931            | 2008 UQ11              | 17 d'octubre de 2008 | Kitt Peak            | Spacewatch               |
| 278932            | 2008 UE13              | 17 d'octubre de 2008 | Kitt Peak            | Spacewatch               |
| 278933            | 2008 UF13              | 17 d'octubre de 2008 | Kitt Peak            | Spacewatch               |
| 278934            | 2008 UO13              | 17 d'octubre de 2008 | Kitt Peak            | Spacewatch               |
| 278935            | 2008 UK21              | 19 d'octubre de 2008 | Kitt Peak            | Spacewatch               |
| 278936            | 2008 UL21              | 19 d'octubre de 2008 | Kitt Peak            | Spacewatch               |
| 278937            | 2008 UR25              | 20 d'octubre de 2008 | Mount Lemmon         | Mt. Lemmon Survey        |
| 278938            | 2008 UW27              | 20 d'octubre de 2008 | Kitt Peak            | Spacewatch               |
| 278939            | 2008 UQ34              | 20 d'octubre de 2008 | Kitt Peak            | Spacewatch               |
| 278940            | 2008 UD41              | 20 d'octubre de 2008 | Kitt Peak            | Spacewatch               |
| 278941            | 2008 UU42              | 20 d'octubre de 2008 | Kitt Peak            | Spacewatch               |
| 278942            | 2008 UF45              | 20 d'octubre de 2008 | Mount Lemmon         | Mt. Lemmon Survey        |
| 278943            | 2008 UA48              | 20 d'octubre de 2008 | Mount Lemmon         | Mt. Lemmon Survey        |
| 278944            | 2008 UR52              | 20 d'octubre de 2008 | Kitt Peak            | Spacewatch               |
| 278945            | 2008 UH55              | 21 d'octubre de 2008 | Kitt Peak            | Spacewatch               |
| 278946            | 2008 UJ60              | 21 d'octubre de 2008 | Kitt Peak            | Spacewatch               |
| 278947            | 2008 UF61              | 21 d'octubre de 2008 | Kitt Peak            | Spacewatch               |
| 278948            | 2008 UR62              | 21 d'octubre de 2008 | Kitt Peak            | Spacewatch               |
| 278949            | 2008 UP63              | 21 d'octubre de 2008 | Kitt Peak            | Spacewatch               |
| 278950            | 2008 UZ63              | 21 d'octubre de 2008 | Mount Lemmon         | Mt. Lemmon Survey        |
| 278951            | 2008 UU64              | 21 d'octubre de 2008 | Kitt Peak            | Spacewatch               |
| 278952            | 2008 UF70              | 21 d'octubre de 2008 | Kitt Peak            | Spacewatch               |
| 278953            | 2008 UN72              | 21 d'octubre de 2008 | Mount Lemmon         | Mt. Lemmon Survey        |
| 278954            | 2008 UY72              | 21 d'octubre de 2008 | Kitt Peak            | Spacewatch               |
| 278955            | 2008 UU74              | 21 d'octubre de 2008 | Kitt Peak            | Spacewatch               |
| 278956            | 2008 UZ83              | 22 d'octubre de 2008 | Lulin                | LUSS                     |
| 278957            | 2008 UG84              | 23 d'octubre de 2008 | Kitt Peak            | Spacewatch               |
| 278958            | 2008 UX90              | 25 d'octubre de 2008 | Kitt Peak            | Spacewatch               |
| 278959            | 2008 UF92              | 23 d'octubre de 2008 | Socorro              | LINEAR                   |
| 278960            | 2008 UE94              | 25 d'octubre de 2008 | Socorro              | LINEAR                   |
| 278961            | 2008 UO94              | 26 d'octubre de 2008 | Socorro              | LINEAR                   |
| 278962            | 2008 UD96              | 24 d'octubre de 2008 | Socorro              | LINEAR                   |
| 278963            | 2008 UD97              | 25 d'octubre de 2008 | Socorro              | LINEAR                   |
| 278964            | 2008 UV98              | 27 d'octubre de 2008 | Socorro              | LINEAR                   |
| 278965            | 2008 UZ101             | 20 d'octubre de 2008 | Kitt Peak            | Spacewatch               |
| 278966            | 2008 UY105             | 21 d'octubre de 2008 | Kitt Peak            | Spacewatch               |
| 278967            | 2008 UM114             | 22 d'octubre de 2008 | Kitt Peak            | Spacewatch               |
| 278968            | 2008 UR115             | 22 d'octubre de 2008 | Kitt Peak            | Spacewatch               |
| 278969            | 2008 UU129             | 23 d'octubre de 2008 | Kitt Peak            | Spacewatch               |
| 278970            | 2008 UD131             | 23 d'octubre de 2008 | Kitt Peak            | Spacewatch               |
| 278971            | 2008 UL144             | 23 d'octubre de 2008 | Kitt Peak            | Spacewatch               |
| 278972            | 2008 UN154             | 23 d'octubre de 2008 | Mount Lemmon         | Mt. Lemmon Survey        |
| 278973            | 2008 UO159             | 23 d'octubre de 2008 | Kitt Peak            | Spacewatch               |
| 278974            | 2008 UF160             | 23 d'octubre de 2008 | Kitt Peak            | Spacewatch               |
| 278975            | 2008 UZ162             | 24 d'octubre de 2008 | Kitt Peak            | Spacewatch               |
| 278976            | 2008 UM166             | 24 d'octubre de 2008 | Kitt Peak            | Spacewatch               |
| 278977            | 2008 UQ168             | 24 d'octubre de 2008 | Kitt Peak            | Spacewatch               |
| 278978            | 2008 UX169             | 24 d'octubre de 2008 | Catalina             | CSS                      |
| 278979            | 2008 UN173             | 24 d'octubre de 2008 | Kitt Peak            | Spacewatch               |
| 278980            | 2008 UM176             | 24 d'octubre de 2008 | Mount Lemmon         | Mt. Lemmon Survey        |
| 278981            | 2008 UX177             | 24 d'octubre de 2008 | Mount Lemmon         | Mt. Lemmon Survey        |
| 278982            | 2008 UD183             | 24 d'octubre de 2008 | Mount Lemmon         | Mt. Lemmon Survey        |
| 278983            | 2008 UM190             | 25 d'octubre de 2008 | Catalina             | CSS                      |
| 278984            | 2008 UZ193             | 25 d'octubre de 2008 | Mount Lemmon         | Mt. Lemmon Survey        |
| 278985            | 2008 UU195             | 26 d'octubre de 2008 | Mount Lemmon         | Mt. Lemmon Survey        |
| 278986 Chenshuchu | 2008 UQ205             | 20 d'octubre de 2008 | Lulin                | LUSS                     |
| 278987            | 2008 UW205             | 27 d'octubre de 2008 | Skylive              | F. Tozzi                 |
| 278988            | 2008 UU209             | 23 d'octubre de 2008 | Kitt Peak            | Spacewatch               |
| 278989            | 2008 UV210             | 23 d'octubre de 2008 | Kitt Peak            | Spacewatch               |
| 278990            | 2008 UO211             | 23 d'octubre de 2008 | Mount Lemmon         | Mt. Lemmon Survey        |
| 278991            | 2008 UH214             | 24 d'octubre de 2008 | Catalina             | CSS                      |
| 278992            | 2008 UN214             | 24 d'octubre de 2008 | Catalina             | CSS                      |
| 278993            | 2008 UD216             | 24 d'octubre de 2008 | Catalina             | CSS                      |
| 278994            | 2008 UJ218             | 25 d'octubre de 2008 | Kitt Peak            | Spacewatch               |
| 278995            | 2008 US223             | 25 d'octubre de 2008 | Catalina             | CSS                      |
| 278996            | 2008 UV223             | 25 d'octubre de 2008 | Catalina             | CSS                      |
| 278997            | 2008 UC224             | 25 d'octubre de 2008 | Kitt Peak            | Spacewatch               |
| 278998            | 2008 UJ226             | 25 d'octubre de 2008 | Mount Lemmon         | Mt. Lemmon Survey        |
| 278999            | 2008 UF235             | 26 d'octubre de 2008 | Mount Lemmon         | Mt. Lemmon Survey        |
| 279000            | 2008 UF241             | 26 d'octubre de 2008 | Kitt Peak            | Spacewatch               |